# Esercito nazionale dell'Afghanistan
L'esercito nazionale dell'Afghanistan (Afghan National Army in inglese, ANA, اردوی ملی افغانستان in fārsì, افغان ملي اردو in pashtu) è stato l'arma terrestre delle forze armate afghane fino alla loro sconfitta per mano dei talebani nell'agosto 2021. Dipendeva dal Ministero della difesa a Kabul ed era in gran parte addestrato dalle forze NATO a guida statunitense. L'ANA era diviso in sette corpi d'armata, con il 201° a Kabul seguito dal 203° a Gardez, dal 205° a Kandahar, dal 207° a Herat, dal 209° a Mazar-i Sharif, dal 215° a Lashkar Gah e dal 217° a nord. L'ultimo capo di stato maggiore dell'ANA è il tenente generale Yasin Zia.
L'esercito nazionale afghano affonda le sue radici all'inizio del XVIII secolo, quando la dinastia Hotak venne fondata a Kandahar a seguito dell'ascesa al potere di Ahmad Shah Durrani. Venne riorganizzato nel 1880 durante il regno dell'emiro Abdur Rahman Khan. Durante la prima e la seconda guerra mondiale, l'esercito afghano venne finanziato dall'Impero tedesco prima e dal III Reich poi, ma l'Afghanistan rimase neutrale. Dagli anni sessanta ai primi anni novanta, l'esercito afghano venne addestrato ed equipaggiato dall'Unione Sovietica. Dal 1992, l'esercito si frammentò in milizie regionali sotto il comando di signori della guerra locali.
Dopo la caduta dei talebani avvenuta nel tardo 2001, il nuovo esercito nazionale afghano riprese vita grazie al sostegno degli Stati Uniti d'America e di altri Paesi NATO. Dal 2002, miliardi di dollari sono stati spesi per equipaggiamenti militari, strutture, ed aiuti di ogni genere. Gran parte delle armi giunsero dagli USA, che spedirono ad esempio Humvee, fucili d'assalto M16 e giubbotti antiproiettile. Gli aiuti inclusero anche la costruzione di un quartier generale centrale e centri di addestramento sparsi nel paese.
A partire dal 2014, la maggior parte dell'Afghanistan passò sotto il controllo del governo e la NATO svolse un ruolo di supporto. Gran parte della formazione dell'ANA veniva svolta presso l'Afghan National Security University. Nel 2019, l'ANA aveva circa 180.000 soldati su una forza autorizzata di 195.000.

## Storia

### L'esercito reale afghano
Storicamente, gli afghani prestarono servizio nell'esercito dei Ghaznavidi (963–1187), dei Ghuridi (1148–1215), del Sultanato di Delhi (1206–1527) e dei Moghul (1526–1858). L'esercito nazionale afghano fa risalire la sua origine all'inizio del XVIII secolo, quando la dinastia Hotak salì al potere a Kandahar e sconfisse l'Impero safavide nella battaglia di Gulnabad nel 1722.

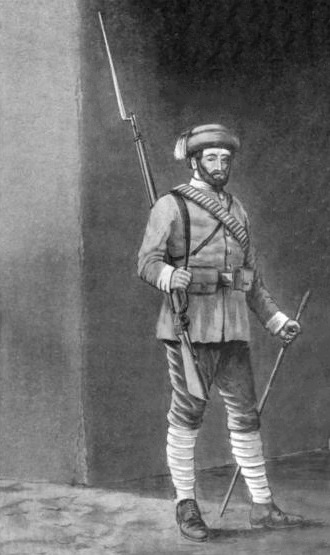
Soldato di fanteria afghano nel 1890

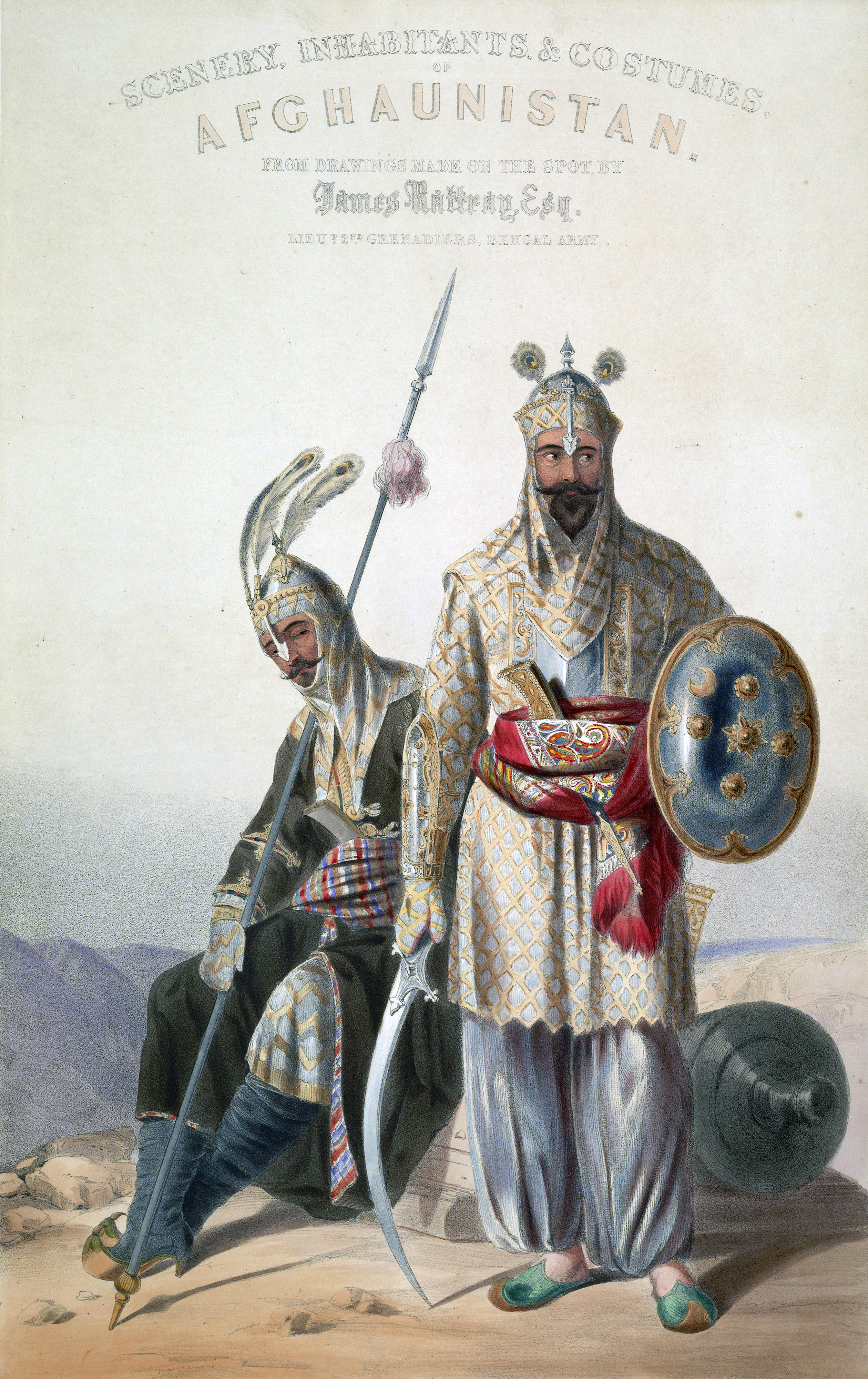
Soldati reali afghani dell'Impero Durrani

Quando Ahmad Shah Durrani formò l'Impero Durrani nel 1747, l'esercito afghano combatté una serie di battaglie nella regione del Punjab dell'India durante il XIX secolo. Una delle famose battaglie fu la battaglia di Panipat del 1761, in cui l'esercito afghano sconfisse definitivamente l'Impero Maratha. Gli afgani combatterono poi con l'Impero Sikh, finché alla fine il maresciallo Sikh Hari Singh Nalwa morì e le conquiste sikh si fermarono. Nel 1842, gli inglesi tentarono senza successo di conquistare l'Afghanistan, provocando la ritirata da Kabul del 1842.
Allo scoppio della seconda guerra anglo-afghana (1878-80), Ali Ahmad Jalali cita fonti che affermavano che l'esercito regolare era forte di circa 50.000 uomini ed era composto da 62 reggimenti di fanteria e 16 di cavalleria, con 324 cannoni per lo più organizzati in batterie di artiglieria a cavallo e da montagna. Sedra cita Jalali, il quale scrive che "[...] sebbene l'emiro Shir Ali Khan (1863-78) sia ampiamente accreditato per aver fondato il moderno esercito afghano, fu solo sotto Abdur Rahman che divenne un'istituzione valida ed effettiva." Nel 1880 l'emiro Abdur Rahman Khan fondò un esercito afghano con equipaggiamento moderno con l'aiuto degli inglesi. Il Library of Congress Country Study per l'Afghanistan afferma:

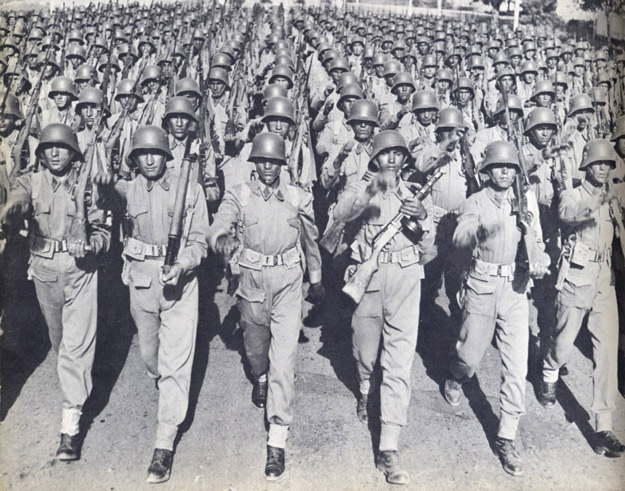
Soldati afghani (anni cinquanta)

Ulteriori miglioramenti all'esercito vennero apportati dal re Amānullāh Khān all'inizio del XX secolo, poco prima della terza guerra anglo-afghana. Il re Amanullah combatté contro gli inglesi nel 1919, portando l'Afghanistan a diventare completamente indipendente dopo la firma del trattato di Rawalpindi. Dai rapporti sulla carriera di Naib Sular Abdur Rahim risulta che esisteva negli anni '20 una divisione di cavalleria, con lui assegnato alla divisione nella provincia di Herat nel 1913 ed a Mazar-i Sharif dopo il 1927. L'esercito afghano venne ampliato durante il regno del re Zahir Shah, a partire dal 1933.
Nel 1953, il tenente generale Mohammed Daud, cugino del re che in precedenza aveva servito come ministro della Difesa, venne trasferito dal comando del Corpo d'armata centrale a Kabul per diventare primo ministro dell'Afghanistan. Tra il 1950 ed il 1961 sembra ci siano stati periodici scontri di frontiera con il Pakistan.
Dal 1949 al 1961, ebbero luogo lungo la frontiera le schermaglie tra Afghanistan e Pakistan, culminate nei combattimenti nell'Agenzia di Bajour nel settembre 1960. Ciò portò a una rottura delle relazioni diplomatiche tra i due paesi nel settembre 1961.
Dagli anni '60 all'inizio degli anni '90, l'esercito afghano ricevette addestramento e equipaggiamento principalmente dall'Unione Sovietica. Nel febbraio-marzo 1957, il primo gruppo di specialisti militari sovietici (circa 10, compresi gli interpreti) fu inviato a Kabul per addestrare ufficiali afgani e sottufficiali. A quel tempo, sembrava esserci stata una significativa influenza turca nelle forze armate afghane, che diminuì rapidamente dopo l'arrivo dei consiglieri sovietici. All'inizio degli anni '70, l'assistenza militare sovietica venne aumentata. Il numero di specialisti militari sovietici aumentò da 1.500 nel 1973 a 5.000 nell'aprile 1978. Lo specialista anziano sovietico a quel tempo (dal 29.11.1972 all'11.12.1975) era il maggiore generale I.S. Bondarets (И.С. Бондарец), e dal 1975 al 1978, il consigliere militare sovietico anziano fu il maggiore generale L.N. Gorelov.
Prima della Rivoluzione di Saur del 1978, secondo l'analista militare George Jacobs, l'esercito comprendeva "circa tre divisioni corazzate (570 carri armati medi più T-55 su ordinazione), otto divisioni di fanteria (con una media da 4.500 ad 8.000 uomini ciascuna), due brigate di fanteria da montagna, una brigata di artiglieria, un reggimento di guardie (per la protezione del palazzo), tre reggimenti di artiglieria, due reggimenti di commando e un kandak (battaglione) di paracadutisti, che era in gran parte terrestre. Tutte le formazioni erano sotto il controllo di tre quartier generali a livello di corpo d'armata. Tutte le divisioni di fanteria tranne tre stavano affrontando il Pakistan lungo una linea da Bagram a sud fino a Kandahar ".

### L'Afghanistan socialista

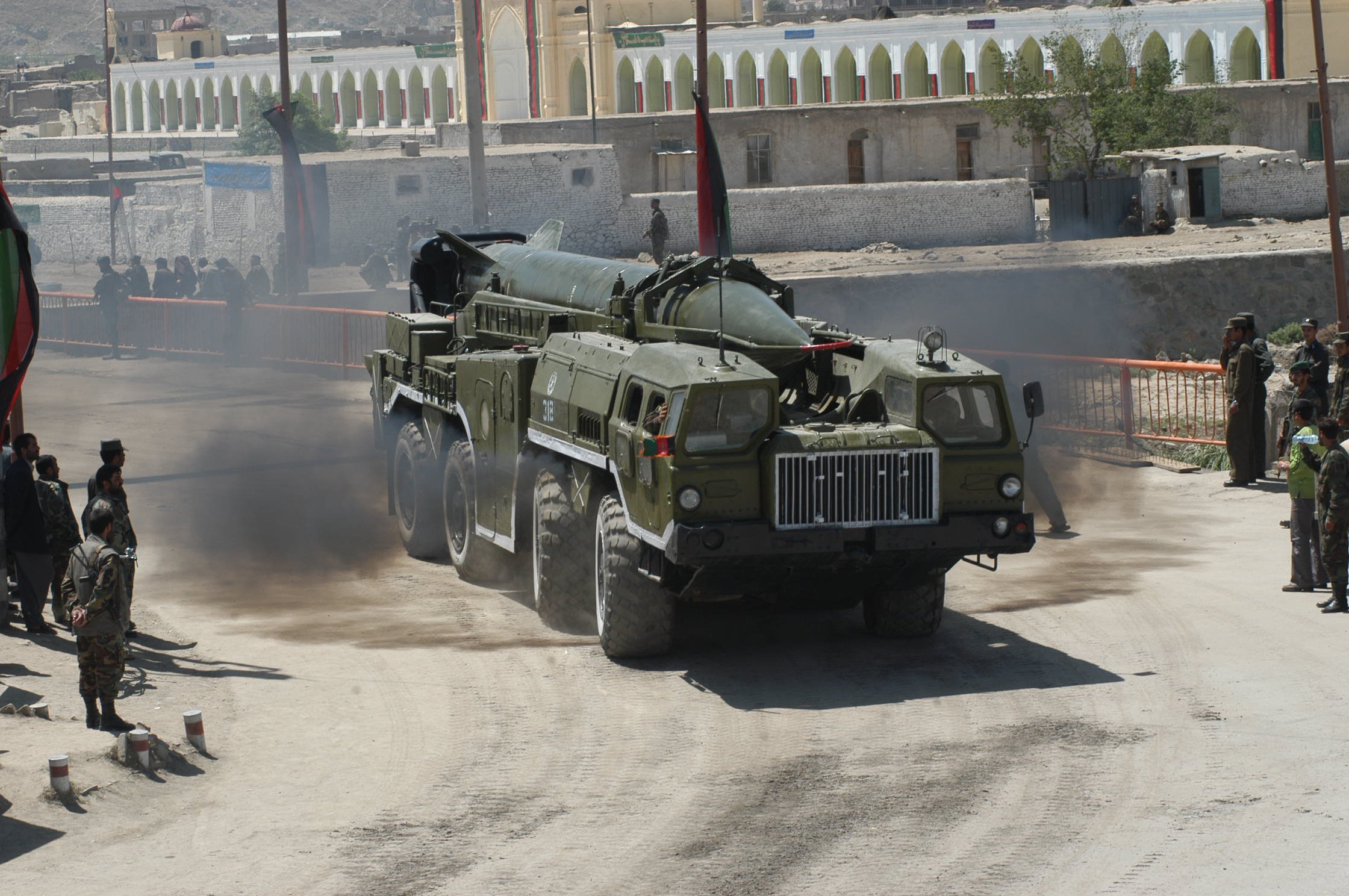
Nel 1989, l'Unione Sovietica trasferì i missili balistici tattici, gli Scud, come si vede nel filmato del 2004.

Il 27 aprile 1978 il Partito Democratico Popolare dell'Afghanistan, guidato da Nur Mohammad Taraki, Babrak Karmal ed Amin rovesciò il regime di Mohammad Daud, che venne ucciso il giorno successivo, insieme alla maggior parte della sua famiglia. La rivolta divenne nota come Rivoluzione di Saur. Il 1º maggio Taraki divenne presidente, primo ministro e segretario generale del PDPA. Il paese venne poi ribattezzato Repubblica Democratica dell'Afghanistan (RDA) e il regime PDPA durò, in una forma o nell'altra, fino all'aprile 1992.
«L'esercito afghano nel 1978
- Corpo d'armata centrale (Kabul)
  - 7ª Divisione (Kabul)
  - 8ª Divisione (Kabul)
  - 4ª e 15ª Brigata corazzata
  - Brigata della Guardia repubblicana
- II Corpo d'armata (Kandahar)
  - 7ª Brigata corazzata
  - 15ª Divisione (Kandahar)[24]
- III Corpo d'armata (Gardez)
- 9ª Divisione (Chugha-Serai)
- 11ª Divisione (Jalalabad)
- 12ª Divisione (Gardez)
- 14ª Divisione (Ghazni)
- 17ª Divisione (Herat)[25]
- 18ª Divisione (Mazar-i-Sharif)
- 20ª Divisione (Nahrin)
- 25ª Divisione (Khost)

Dopo la presa del potere del PDPA, le diserzioni spazzarono via la forza, influenzando la lealtà ed i valori morali dei soldati. Ci furono epurazioni su sottufficiali ed ufficiali patriottici e sugli aristocratici della classe alta afgana nella società. Il 15 marzo 1979 scoppiò la rivolta di Herat. La 17ª Divisione venne incaricata dal regime di reprimere la ribellione, ma ciò si rivelò un errore, poiché c'erano pochi khalqi nella divisione ed invece gli ammutinati si unirono alla rivolta. Dovettero essere inviate forze da Kabul per reprimere la rivolta.
Gradualmente le tre divisioni corazzate dell'esercito e ora sedici divisioni di fanteria diminuirono di dimensioni tra battaglione e reggimento, con nessuna formazione più forte di circa 5.000 uomini. Non è chiaro se le tre formazioni corazzate fossero brigate o divisioni: diverse fonti autorevoli danno entrambe le denominazioni. Una delle prime serie di defezioni si verificò nella 9ª Divisione, che, scrisse Urban, perse delle brigate in risposta all'intervento sovietico. Essa perse la sua 5ª Brigata ad Asmar nell'agosto 1979 e la 30ª Brigata da montagna nel 1980. Dopo l'arrivo dei consiglieri sovietici nel 1977, essi ispirarono una serie di adattamenti e riorganizzazioni. Nell'aprile 1982, la 7ª Divisione venne spostata dalla capitale. La divisione, che era comandata dal maggiore generale Khalqi Zia-Ud-Din, aveva le sue esaurite risorse di combattimento sparse lungo l'autostrada Kabul-Kandahar. Nel 1984-1985, tutte le divisioni di fanteria vennero ristrutturate secondo un progetto comune. Nel 1985 le unità dell'esercito vennero sollevate dai compiti di sicurezza, rendendole più disponibili per le operazioni di combattimento.
Durante la guerra sovietico-afghana degli anni '80, l'esercito combatté contro i gruppi ribelli mujahideen. I disertori divennero un grave problema. Le vittime dell'esercito afgano ammontarono a 50-60.000 soldati e altri 50.000 soldati abbandonarono l'esercito. Il tasso di defezione dell'esercito afghano fu di circa 10.000 soldati all'anno tra il 1980 e il 1989; i disertori in media lasciavano l'esercito afghano dopo i primi cinque mesi.
Anche le milizie locali erano importanti per gli sforzi di sicurezza del regime di Najibullah. Dal 1988 si formarono diverse nuove divisioni dalle formazioni di ex forze/milizie regionali: la 53ª, la 55ª, l'80ª, la 93ª, la 94ª, la 95ª e la 96ª Divisione di fanteria, più, forse, una divisione a Lashkar Gah.
Come compensazione per il ritiro delle truppe sovietiche nel 1989, l'URSS accettò di fornire al regime armi sofisticate, tra cui grandi quantità di missili terra-terra Scud. I primi 500 furono trasferiti durante i primi mesi del 1989 e ben presto si rivelarono di importanza strategica fondamentale. Durante l'attacco dei mujaheddin contro Jalalabad, tra marzo e giugno 1989, tre batterie di fuoco presidiate da equipaggi afgani consigliati dai sovietici lanciarono circa 438 missili. Presto gli Scud vennero utilizzati in tutte le aree fortemente contese dell'Afghanistan. Dopo il gennaio 1992, i consiglieri sovietici vennero ritirati, riducendo la capacità dell'esercito afghano di usare i loro missili balistici. Il 24 aprile 1992, le forze mujaheddin di Aḥmad Shāh Masʿūd conquistarono il principale deposito di Scud ad Afshur. Quando il governo comunista crollò, i pochi Scud rimasti e le loro TEL furono divisi tra le fazioni rivali che lottavano per il potere. Tuttavia, la mancanza di personale qualificato impedì un uso prolungato di tali armi e, tra l'aprile 1992 e il 1996, solo 44 Scud vennero sparati in Afghanistan.

### Dal 1992 al 2004
Nella primavera del 1992, l'esercito afghano era composto da cinque corpi d'armata: il I Corpo d'armata a Jalalabad, il II a Kandahar, il III Corpo d'armata a Gardez, il IV Corpo d'armata a Herat ed il VI Corpo d'armata a Kunduz - così come cinque piccoli gruppi operativi, compreso uno a Charikar, che era stato il V Corpo d'armata fino a quando non venne ridotto nello status. Il I, il II ed il III Corpo d'armata e i gruppi operativi a Sarobi e a Khost, vennero quasi completamente disintegrati nel 1992. Le formazioni dentro e intorno a Kabul si unirono a diverse milizie mujahideen mentre le forze nel nord e nell'ovest rimasero intatte per un periodo più lungo. Le forze nel nord e nell'ovest vennero rilevate da tre comandanti principali: Ismael Khan, Ahmed Shah Massoud e Abdul Rashid Dostum.
Il 18 aprile 1992, la guarnigione del PDPA a Kunduz si arrese ai comandanti mujaheddin locali. La base della 54ª Divisione a Kunduz venne consegnata al capo militare generale di Ittehad nell'area, Amir Chughay. Dostum e comandanti a lui fedeli formarono il Junbesh i-Melli, il Movimento islamico nazionale dell'Afghanistan. Esso raggruppava la 18ª, la 20ª, la 53ª, la 54ª e l'80ª Divisione dell'ex regime, oltre a diverse brigate. Entro la metà del 1994 c'erano due VI Corpo d'armata paralleli che operavano nel nord. Il VI Corpo d'armata di Dostum era situato a Pol-e-Khomri e aveva tre divisioni. Il VI Corpo d'armata del ministero della Difesa del governo di Kabul era situato a Kunduz e aveva anch'esso tre divisioni, due delle quali condividevano i numeri con le formazioni nel corpo d'armata di Dostum. Nel 1995 Massoud controllava tre comandi di corpo d'armata: il Corpo d'armata centrale a Kabul, il meglio organizzato con una forza di 15-20.000 uomini, il V Corpo d'armata ad Herat che copriva l'ovest e il VI Corpo d'armata a Kunduz che copriva il nord-est.
Questa era venne seguita dal regime talebano nel 1996, che mirava a controllare il paese con la legge della Shari'a islamica. I talebani iniziarono anche ad addestrare il proprio esercito e i propri comandanti, alcuni dei quali vennero addestrati segretamente dall'Inter-Services Intelligence e dalle forze armate pakistane attorno alla Linea Durand. Dopo la rimozione del governo talebano alla fine del 2001, gli eserciti privati fedeli ai signori della guerra ottennero sempre più influenza. A metà del 2001, Ali Ahmed Jalali scrisse:
Le formazioni esistenti alla fine del 2002 includevano il I Corpo d'armata (Nangarhar), il II Corpo d'armata (Kandahar, dominato da Gul Agha Sherzai), il III Corpo d'armata (Paktia, dove gli Stati Uniti avrebbero tentato di imporre Atiqullah Ludin come comandante), il IV Corpo d'armata (Herat, dominato da Ismail Khan), il VI Corpo d'armata a Kunduz, il VII Corpo d'armata (sotto Atta Muhammad Nur a Balkh), l'VIII Corpo d'armata (a Jowzjan, dominato dal Movimento islamico nazionale dell'Afghanistan di Dostum) e dal Corpo d'armata centrale intorno a Kabul. Inoltre, a Kabul c'erano divisioni con forti legami con il centro. Queste includevano la 1ª a Kabul, la 27ª a Qalat, la 31ª a Kabul, la 34ª a Bamiyan (IV Corpo d'armata), la 36ª a Logar, la 41ª a Ghor, la 42ª a Wardak, la 71ª a Farah e la 100ª a Laghman.
L'International Crisis Group scrisse:
Anche nel dicembre 2004 Human Rights Watch diceva ancora in una lettera aperta a Karzai che: "Abdul Rabb al-Rasul Sayyaf, il capo della fazione Ittihad-i Islami e del partito Daw'at-e Islami [dovrebbe essere frenato]. Sayyaf non ha incarichi governativi ma ha usato il suo potere sulla Corte Suprema e su altri tribunali in tutto il paese per limitare i diritti di giornalisti, attivisti della società civile e persino candidati politici. Egli controlla le milizie, comprese le forze riconosciute come la 10ª Divisione dell'esercito afghano, che intimidiscono e maltrattano gli afgani anche all'interno di Kabul. Chiediamo di esprimere la sua opposizione pubblica alle attività di Sayyaf, di dichiarare esplicitamente la sua opposizione a tale uso improprio dell'autorità non ufficiale e di muoversi rapidamente verso il disarmo e la smobilitazione delle forze armate associate a Ittihad-i Islami e ad altre forze non ufficiali".

### Dal 2002 al 2021

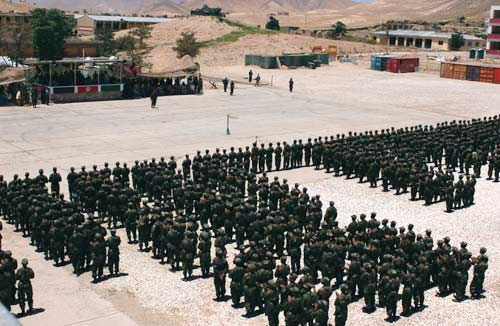
Il primo lotto di graduati del nuovo esercito nazionale afghano (2002)

Il nuovo esercito nazionale afghano venne fondato con decreto del presidente Hamid Karzai il 1º dicembre 2002. Al momento della sua elezione Karzai fissò tra i suoi obiettivi quello di accrescere l'esercito a 70.000 effettivi entro il 2009, tuttavia molti esperti occidentali e il ministro della Difesa Abdul Rahim Wardak ritennero questo numero insufficiente per garantire la sicurezza del paese, sostenendo che erano necessari almeno 200.000 soldati per far fronte ai talebani e ad al-Qaida. Il ministero della Difesa afghano obiettò a gran voce anche alla natura più piccola e volontaria del nuovo esercito, un cambiamento rispetto al precedente uso dei coscritti. Gli Stati Uniti impedirono al nuovo governo anche di usare l'esercito per fare pressione sul Pakistan.
Il primo battaglione del nuovo esercito (kandak) venne addestrato dall'esercito inglese (parte dell'ISAF) e divenne il 1º battaglione della guardia nazionale afghana (anche se i ranghi non erano completi). Dopo alcune considerazioni si scelse di affidare la formazione del personale combattente afghano alle forze speciali statunitensi; così il lavoro venne affidato al 1º Battaglione del 3º Gruppo forze speciali di Fort Bragg che costruì un campo d'addestramento sfruttando una vecchia costruzione sovietica situata nella parte est di Kabul, vicino al quartier generale ISAF.
L'addestramento cominciò all'incirca nel maggio 2002, con un difficile ma soddisfacente processo di reclutamento che portò reclute da tutto l'Afghanistan. Le istruzioni erano fornite in pashtu, persiano, dari e arabo. L'obiettivo originario degli Stati Uniti nell'aprile 2002 era quello di 12.000 uomini addestrati nell'aprile 2003, ma ci si rese presto conto che questo era troppo ambizioso e il requisito venne ridotto a soli 9.000 uomini per essere pronti entro novembre 2003. La prima paracadutista afgana Khatol Mohammadzai, addestrata negli anni '80, divenne la prima donna generale nell'esercito nazionale afghano nell'agosto 2002.
I principali obiettivi dell'esercito statunitense per la ricostruzione dell'ANA nell'ottobre 2002 erano:
- Garantire l'attivazione del quartier generale del Corpo d'armata centrale e delle sue tre brigate entro il 1º ottobre 2003
- Sviluppare e avviare l'attuazione del piano di riforma del Ministero della Difesa/Stato maggiore afghano
- Stabilire sistemi di supporto istituzionale dell'ANA, tra cui scuole per ufficiali e sottufficiali, direzione d'addestramento e di dottrina dell'ANA ed elementi di supporto della guarnigione
- Progettare e costruire una struttura OMC-A composta da militari freelance e militari della Coalizione USA e militari e civili afgani in grado di gestire il programma di costruzione dell'ANA man mano che aumentava di portata e di complessità
- Aumentare il supporto internazionale ed interno afghano e la fiducia nell'ANA attraverso il mantenimento della qualità all'interno della forza e la conduzione di efficaci operazioni di informazione.

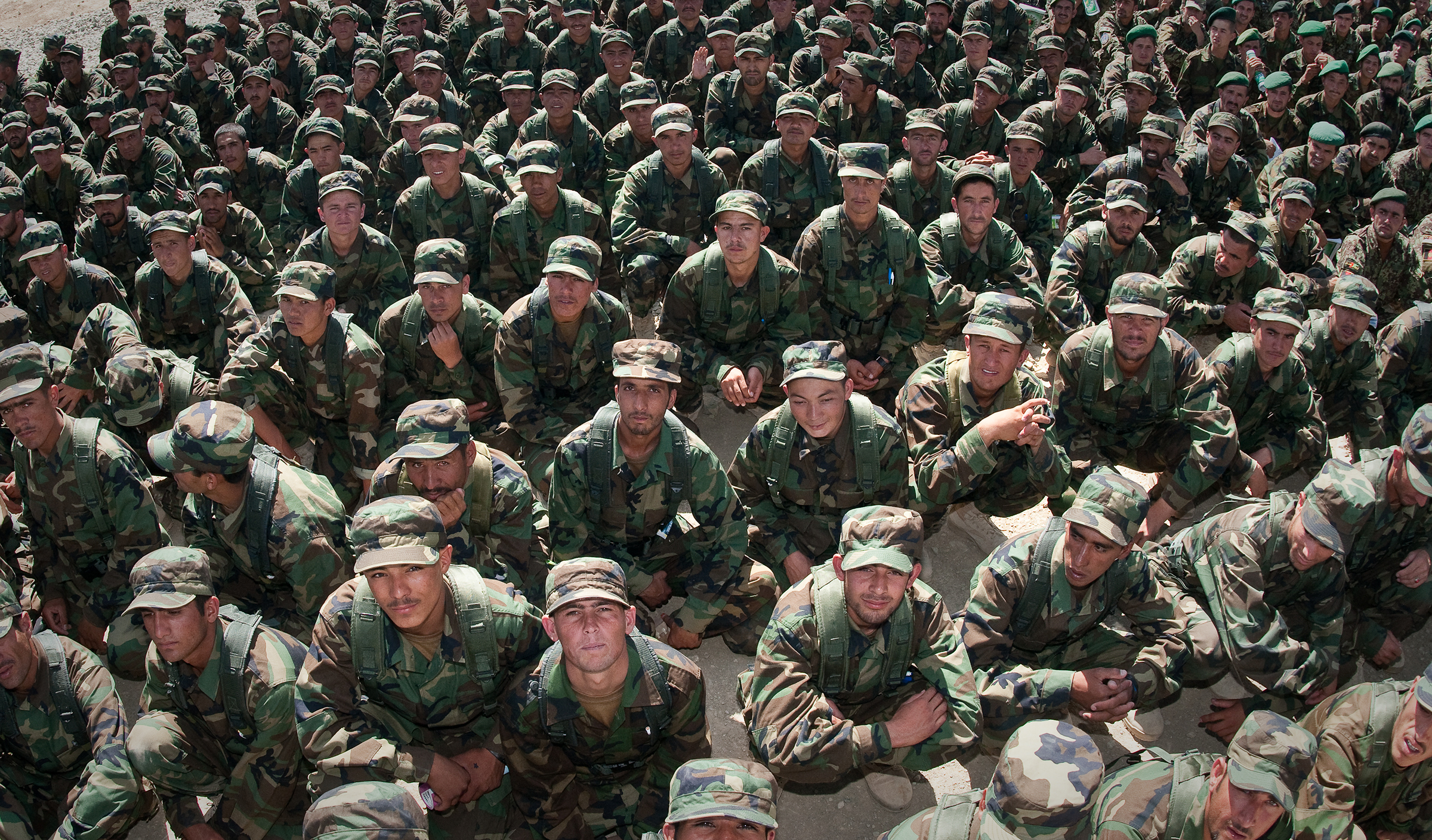
Soldati afghani della scuola sottufficiali attendono di ricevere ulteriore addestramento nella Forward Operating Base Thunder (base operativa avanzata "tuono")

Il primo schieramento fuori Kabul venne effettuato dal 3° kandak nella Provincia di Paktika, inclusa Orgun, nel gennaio 2003. A partire dallo stesso mese, più di 1.700 soldati ordinati in cinque kandak (battaglioni) avevano completato le dieci settimane di addestramento previste e nel giugno dello stesso anno il numero salì a 4.000. Circa 1.000 soldati ANA vennero schierati nell'operazione Warrior Sweep guidata dagli Stati Uniti, segnando la prima grande operazione di combattimento per le truppe afghane. Il reclutamento comunque presentò, inizialmente, problemi dovuti alla scarsa cooperazione dei signori della guerra locali e di altre forze NATO, inoltre il tasso di diserzioni nell'estate 2003 si attestò al 10% e si calcola che in data marzo 2004 circa 3.000 uomini avevano abbandonato il proprio posto. Alcune reclute avevano meno di 18 anni e molte non sapevano né leggere né scrivere. Le reclute che parlavano solo la lingua pashtu incontrarono difficoltà perché l'istruzione veniva solitamente impartita tramite interpreti che parlavano dari.
L'Afghan New Beginnings Program (ANBP) venne lanciato il 6 aprile 2003 ed iniziò il disarmo dell'ex personale dell'esercito nell'ottobre 2003. Nel marzo 2004, nella città afghana occidentale di Herat ebbero luogo combattimenti tra due milizie locali. Venne riferito che Mirwais Sadiq (figlio del signore della guerra Ismail Khan) era stato assassinato in circostanze poco chiare. Successivamente iniziò un conflitto più grande che provocò la morte di un massimo di 100 persone. La battaglia venne combattuta tra le truppe di Ismail Khan e Abdul Zahir Nayebzada, un alto comandante militare locale accusato della morte di Sadiq. Nayebzada comandava la 17ª Divisione di Herat delle forze di milizia afghane del IV Corpo d'armata. In risposta ai combattimenti, circa 1.500 soldati ANA appena addestrati vennero inviati ad Herat per portare la situazione sotto controllo.
Oltre ai kandak da combattimento, l'istituzione di strutture regionali iniziò quando il 1º settembre 2004 vennero nominati quattro dei cinque comandanti di corpo d'armata previsti e parte del loro stato maggiore. Il primo comando regionale venne stabilito a Kandahar il 19 settembre; il secondo a Gardez il 22 settembre, con i comandi a Mazar-i-Sharif ed Herat previsti.  Il comando di Gardez, indicato anche nella storia dell'AFPS come 203º Corpo d'armata, doveva avere una forza iniziale di 200 soldati. Il comando di Kandahar fu il primo attivato, seguito da Gardez e Mazar-e-Sharif. Il comando di Herat venne apparentemente attivato il 28 settembre. L'anno successivo, il numero dell'ANA crebbe fino a circa 20.000 soldati, la maggior parte dei quali addestrati dalle forze degli Stati Uniti. Nel frattempo, lo United States Army Corps of Engineers (USACE) aveva iniziato a costruire nuove basi militari per l'ANA in rapida crescita.
| Numero di soldati in servizio | Anno/i    |
| ----------------------------- | --------- |
| 90.000                        | 1978      |
| 100.000                       | 1979      |
| 25 - 35.000                   | 1980-1982 |
| 35 - 40.000                   | 1983-1985 |
| 1.750                         | 2003      |
| 13.000                        | 2004      |
| 21.200                        | 2005      |
| 26.900                        | 2006      |
| 50.000                        | 2007      |
| 80.000                        | 2008      |
| 90.000                        | 2009      |
| 134.000                       | 2010      |
| 164.000                       | 2011      |
| 200.000                       | 2012      |
| 194.000                       | 2014      |

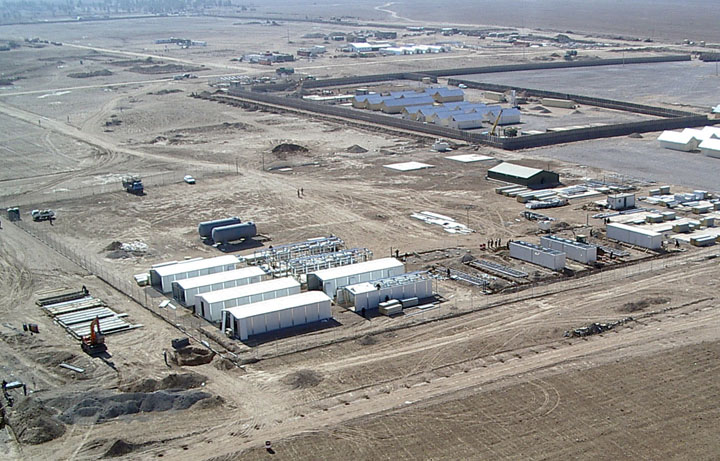
Costruzione di Camp Zafar nella provincia di Herat (2005)

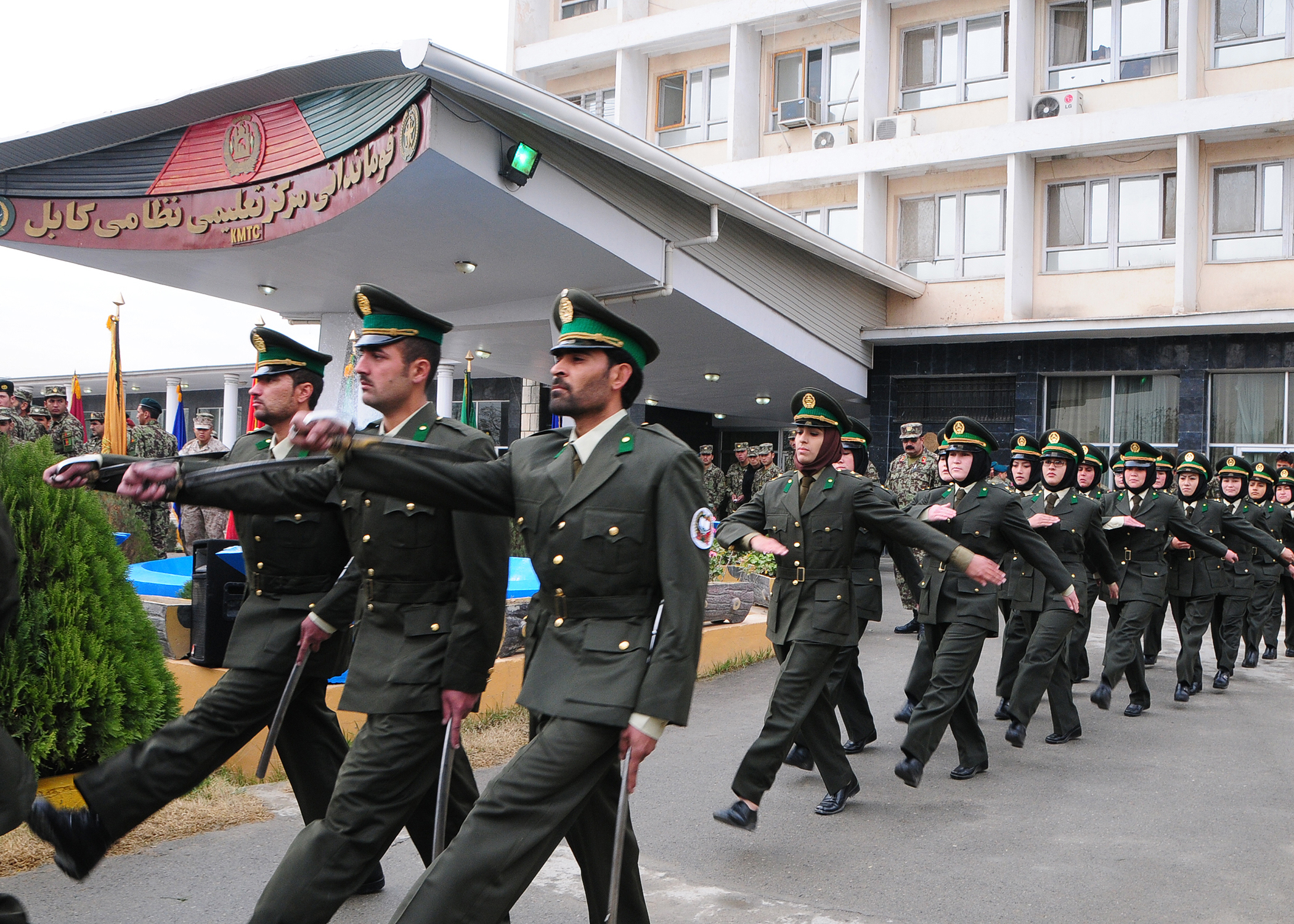
Quattordici soldati donne in marcia durante la loro cerimonia di promozione al Centro d'addestramento militare di Kabul (KMTC)

Lo Special Inspector General for Afghanistan Reconstruction (SIGAR) ha dichiarato nel gennaio 2013:
Nonostante la forte insurrezione talebana e molti altri problemi che l'Afghanistan deve affrontare, l'ANA si è espanso costantemente nel corso degli anni. All'inizio del 2013, i rapporti affermavano che c'erano 200.000 soldati dell'ANA. Essi sono addestrati dalla International Security Assistance Force sotto la NATO Training Mission-Afghanistan. Anche un numero crescente di donne soldato sta entrando a far parte dell'ANA. In base all'Accordo di partenariato strategico USA-Afghanistan, gli Stati Uniti hanno designato l'Afghanistan come principale alleato non NATO e hanno accettato di finanziare l'ANA almeno fino al 2024. Ciò include gli stipendi dei soldati, l'addestramento e le armi e tutti gli altri costi militari.
I soldati dell'esercito inizialmente ricevevano $ 30 al mese durante l'addestramento e $ 50 al mese dopo il diploma, anche se la paga base per i soldati addestrati è salita a $ 165. Questo stipendio iniziale aumenta a $ 230 al mese in un'area con problemi di sicurezza moderati e a $ 240 in quelle province dove ci sono pesanti combattimenti. Circa il 95% degli uomini e delle donne che prestano servizio nell'esercito sono pagati da trasferimento elettronico di fondi. Durante la registrazione di ogni soldato vengono utilizzate biometrie speciali.

### Le operazioni militari

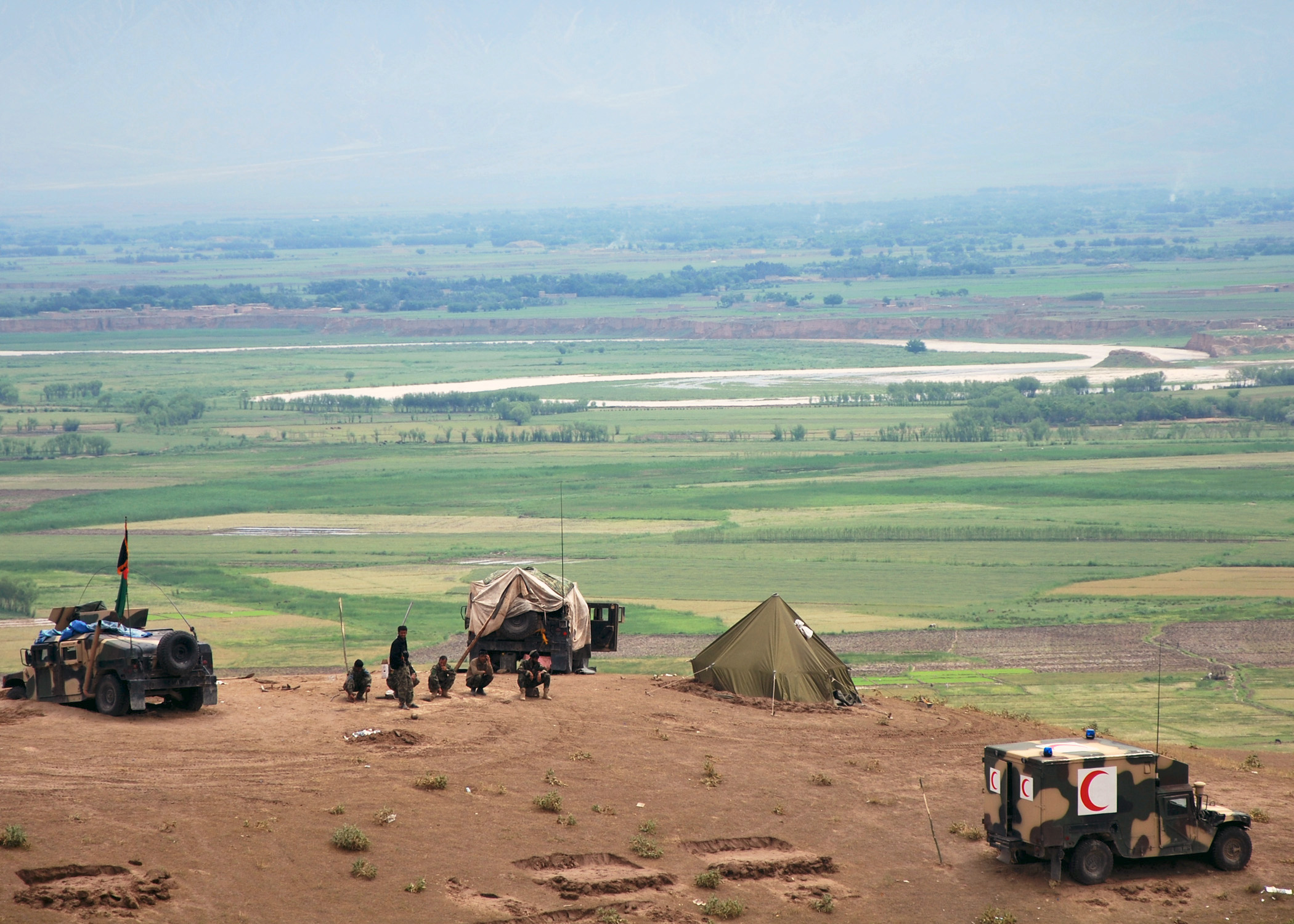
Soldati dell'ANA del 209º Corpo d'armata si preparano per le successive operazioni congiunte contro gli insorti nella provincia di Baghlan.

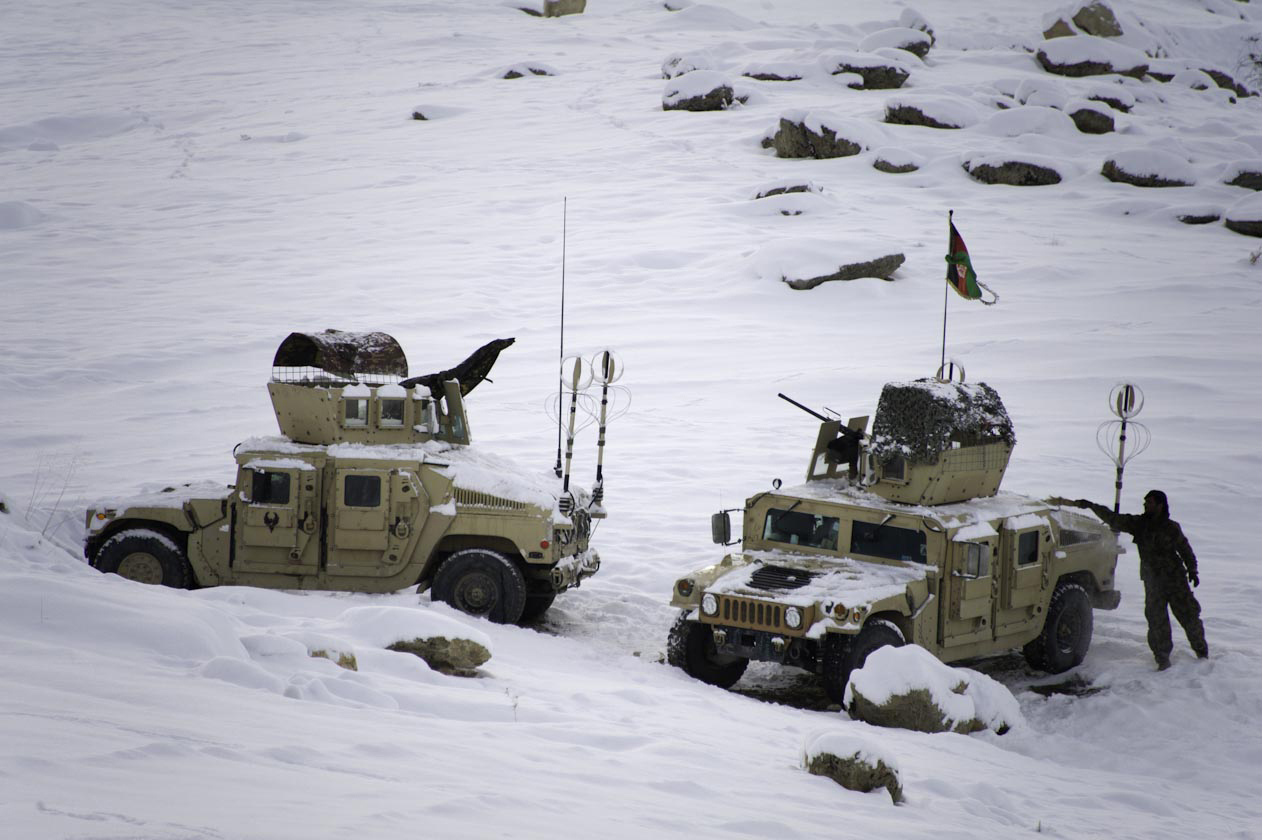
Soldati dell'ANA del 31° e del 33° Kandak eseguono una partenza per l'operazione Valley flood nel gennaio 2012.

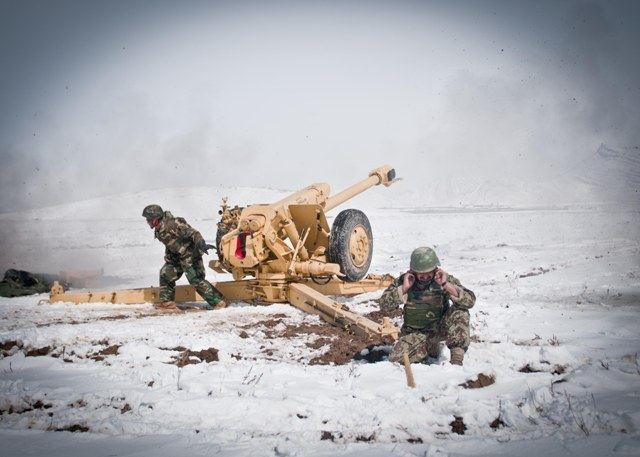
Soldati dell'ANA del 4° Kandak, 2ª Brigata, 203º Corpo d'armata, sparano con un obice D30 durante una certificazione a fuoco vivo. Dopo aver ottenuto la certificazione, la batteria verrà ora riposizionata alla base operativa avanzata Orgun-E, provincia di Paktika, per supportare le operazioni sul confine pakistano.

In seguito all'incidente del volo Kam Air 904 avvenuto il 4 febbraio 2005, l'ISAF organizzò numerose quanto fallimentari operazioni di soccorso con elicotteri. Anche l'esercito afghano, dietro ordine del ministero della difesa, inviò una squadra a cercare il relitto dell'aereo, trovato in cima al monte Chaperi (3.400 m) situato 32 km a est di Kabul. In un'altra missione di soccorso sono stati impiegati elicotteri Mil Mi-8 per evacuare le vittime di un'alluvione nella provincia di Parvan. Ben 383 famiglie vennero trasportate in luoghi sicuri.
Nel marzo 2007 l'ANA catturò un alto leader talebano noto come Mullah Mahmood vicino a Kandahar. Mahmood era sospettato di aver organizzato attacchi suicidi nella provincia di Kandahar. Più di quarantanove combattenti talebani vennero uccisi in una delle operazioni indipendenti condotte dalle forze di sicurezza nazionali afghane. In un'operazione di salvataggio del marzo 2007, le forze afghane schierarono i loro elicotteri Mi-8 ed evacuarono le vittime delle inondazioni nel distretto di Ghorban, nella provincia di Parvan. I soldati afghani evacuarono in sicurezza 383 famiglie in luoghi più sicuri. Nello stesso mese, una schermaglia sul confine afghano-pakistano venne segnalata vicino al confine della linea Durand ma non provocò vittime.
L'esercito nazionale afghano ha iniziato a condurre piccole operazioni militari indipendenti portate su larga scala nella primavera 2009. Una di queste operazioni si concretizzò in uno sconfinamento in territorio pakistano con lancio di missili per rappresaglia ad un tentativo pakistano di costruire una struttura militare nella provincia di Paktika.
Tra le maggiori operazioni intraprese dall'esercito nazionale afghano figura l'operazione Achilles portata a termine con l'appoggio ISAF; iniziata il 6 marzo 2006, si è conclusa il 30 maggio 2007 con una vittoria dell'esercito afghano che ha sloggiato i talebani dal nord della provincia di Helmand. Nella battaglia di Musa Qala (7 - 12 dicembre 2007) poi l'esercito afghano, ancora supportato dall'ISAF, ha riportato l'omonima città nelle mani del governo centrale obbligando i talebani a fuggire a nord. Nell'operazione Panther's Claw ("artiglio della pantera", 19 giugno - 20 agosto 2009), diretta dal Regno Unito aiutato da circa 3.000 soldati tra afghani, danesi ed estoni, sono state distrutte basi talebane e pakistane collegate alla produzione di oppio. L'operazione Khanjar (2 luglio - 20 agosto 2009) iniziata dagli USA nella provincia dell'Helmand ha visto la partecipazione di circa 4.000 Marines della 2nd Marine Expeditionary Brigade e 650 soldati afghani.

### L'addestramento e le sfide attuali

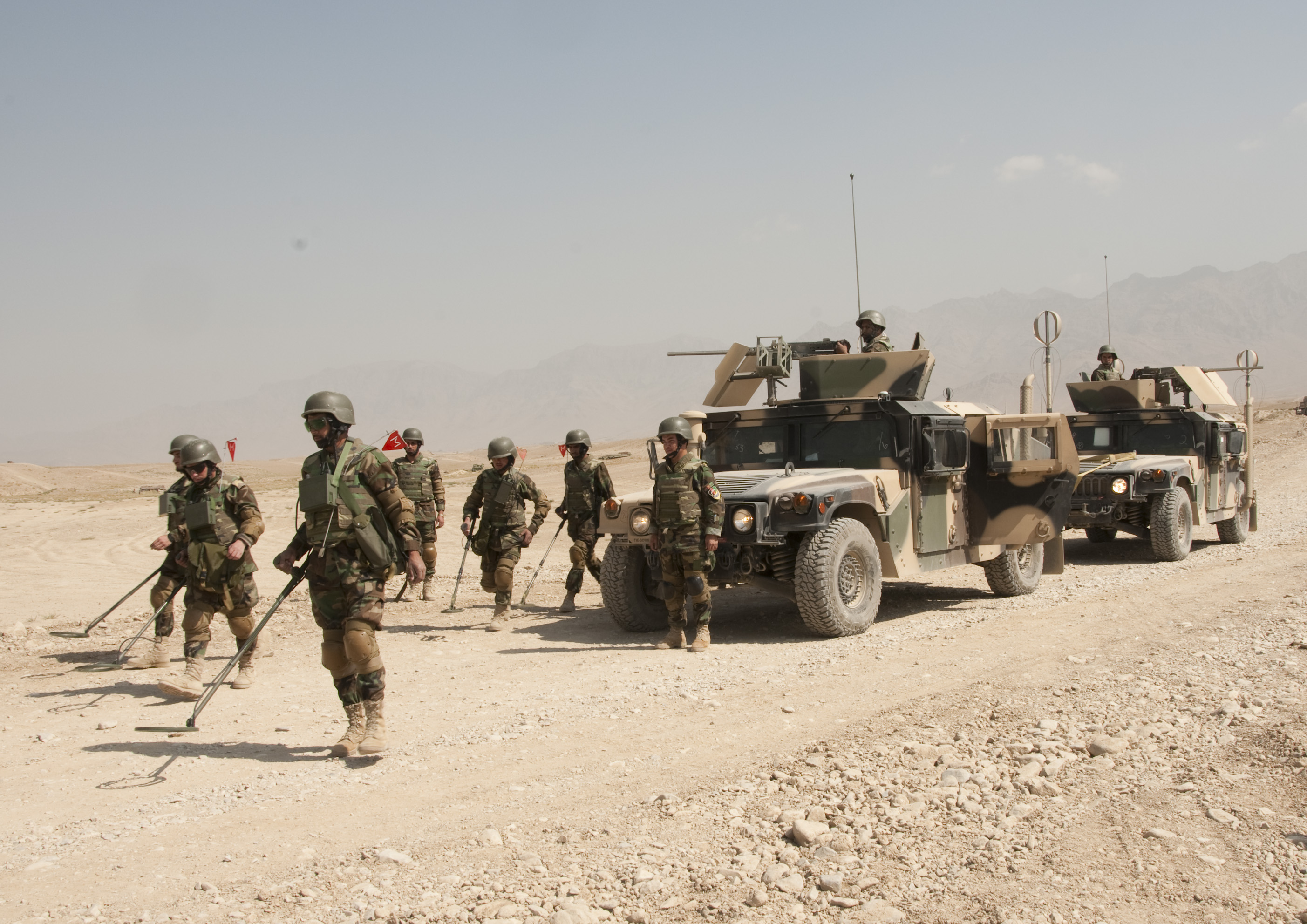
Addestramento allo sminamento di IED

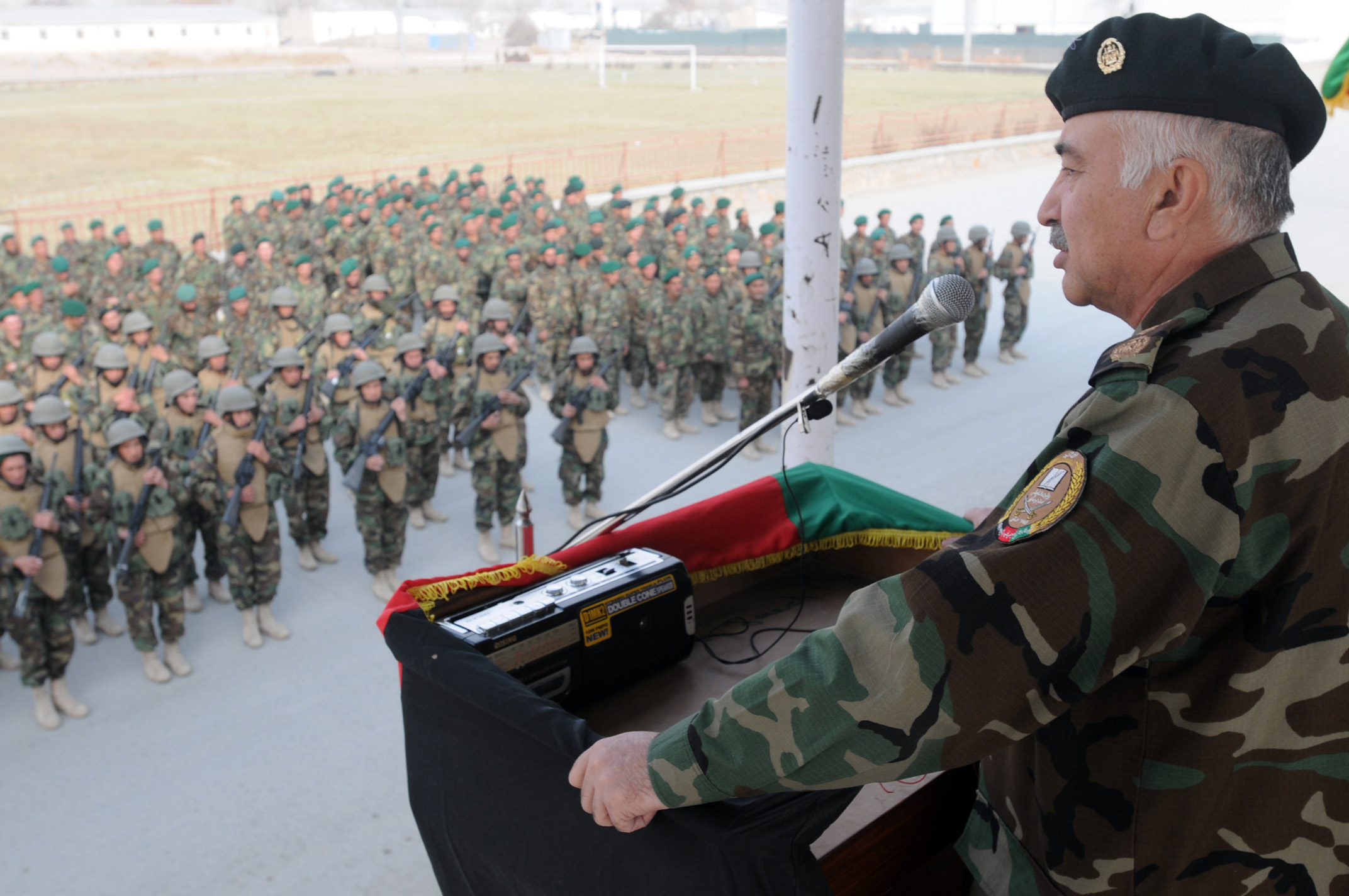
Il tenente generale Aminullah Karim parla ai soldati del Centro d'addestramento militare di Kabul a Kabul

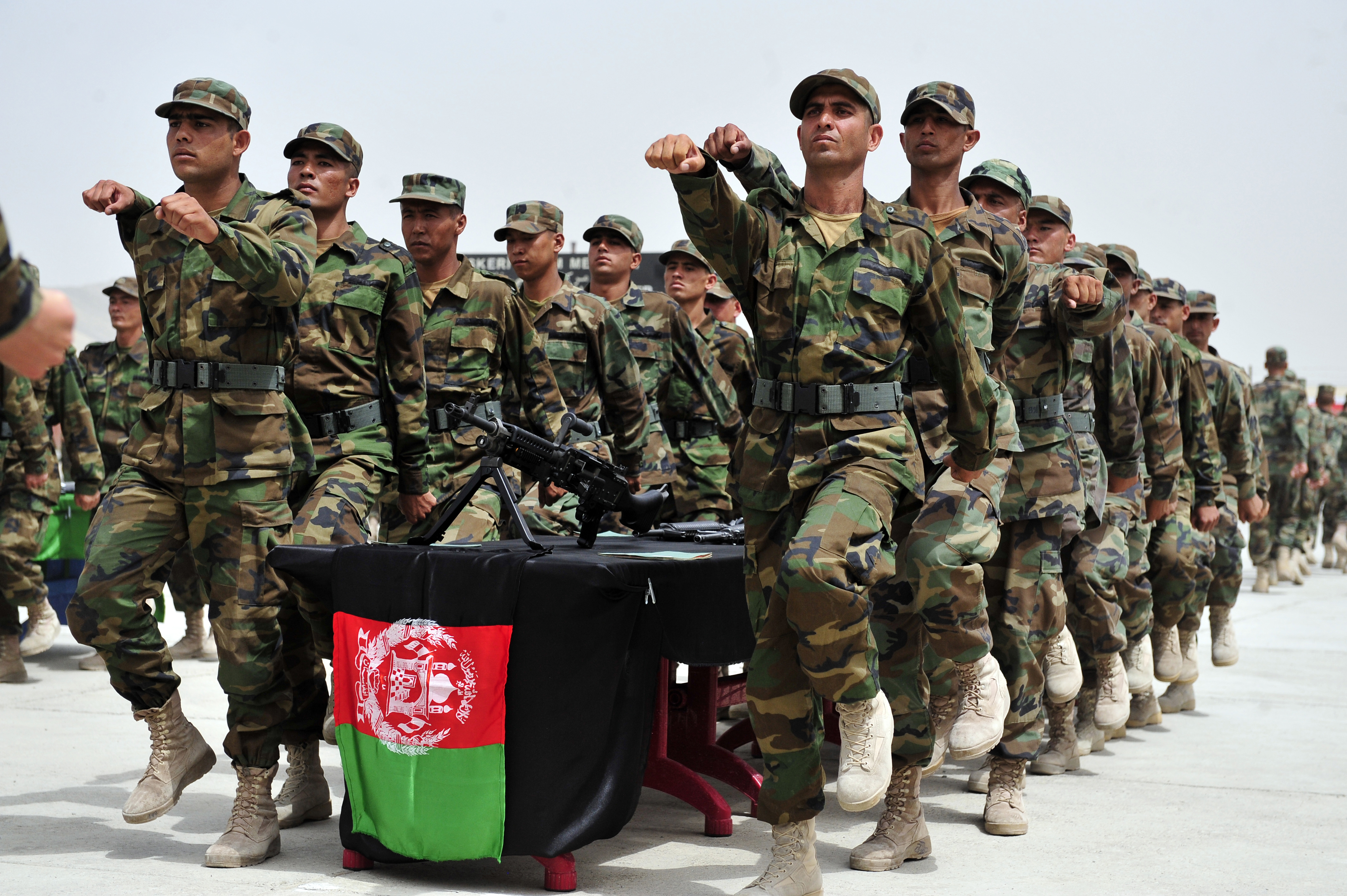
I soldati ANA appena addestrati recitano la cerimonia di giuramento del primo termine bridmals (sottufficiali) presso il Centro d'addestramento militare di Ghazi nella provincia di Kabul.

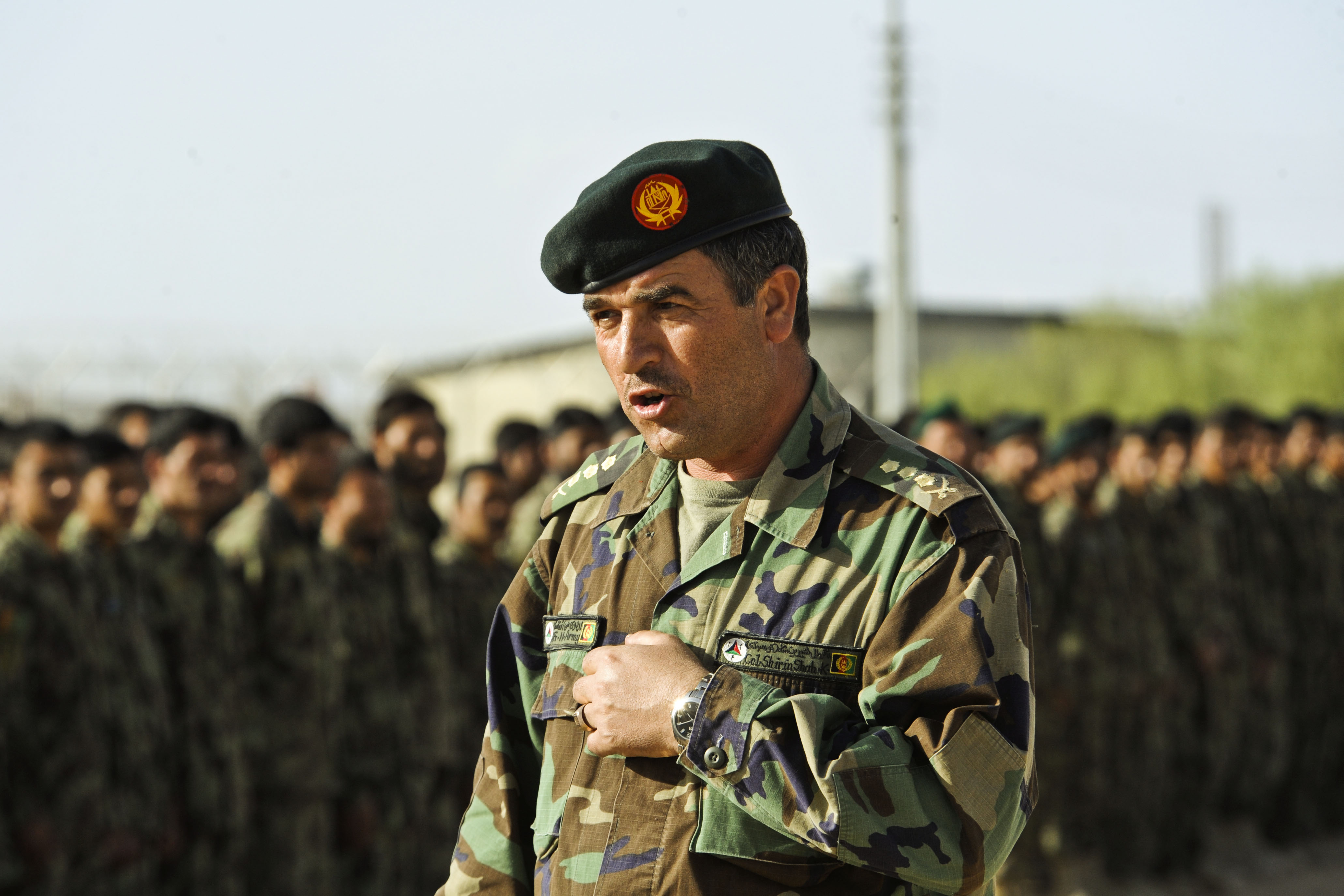
Il col. Shirin Shah Kowbandi tiene un discorso ai soldati durante una cerimonia di premiazione in provincia di Helmand

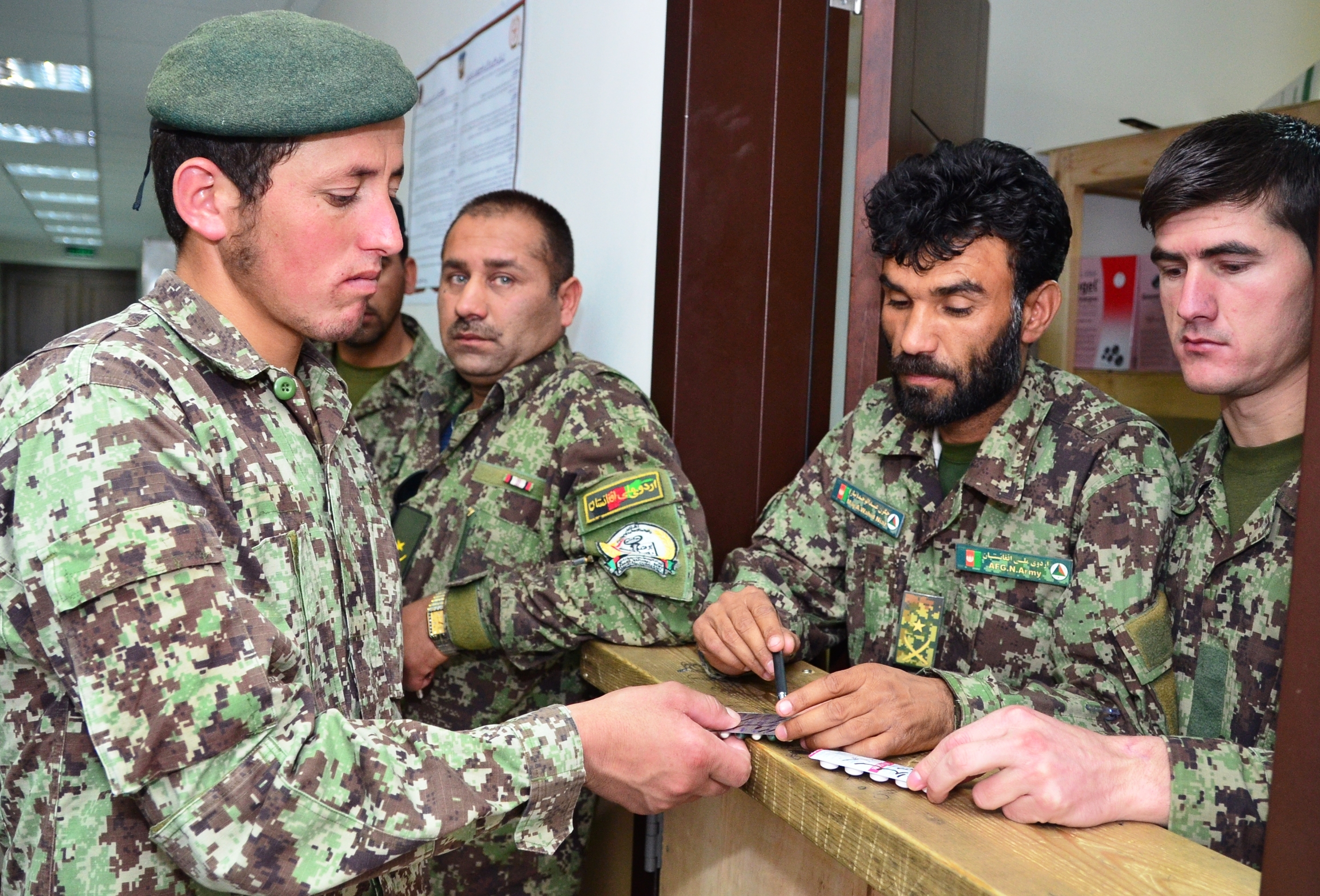
Il mag. A. Wahid Naiz (al centro sulla destra), un farmacista dell'ANA Medical General Support Unit ed il suo assistente (all'estrema destra) rilasciano a un soldato ANA i farmaci prescritti durante la sua visita alla clinica nella provincia di Parvan.

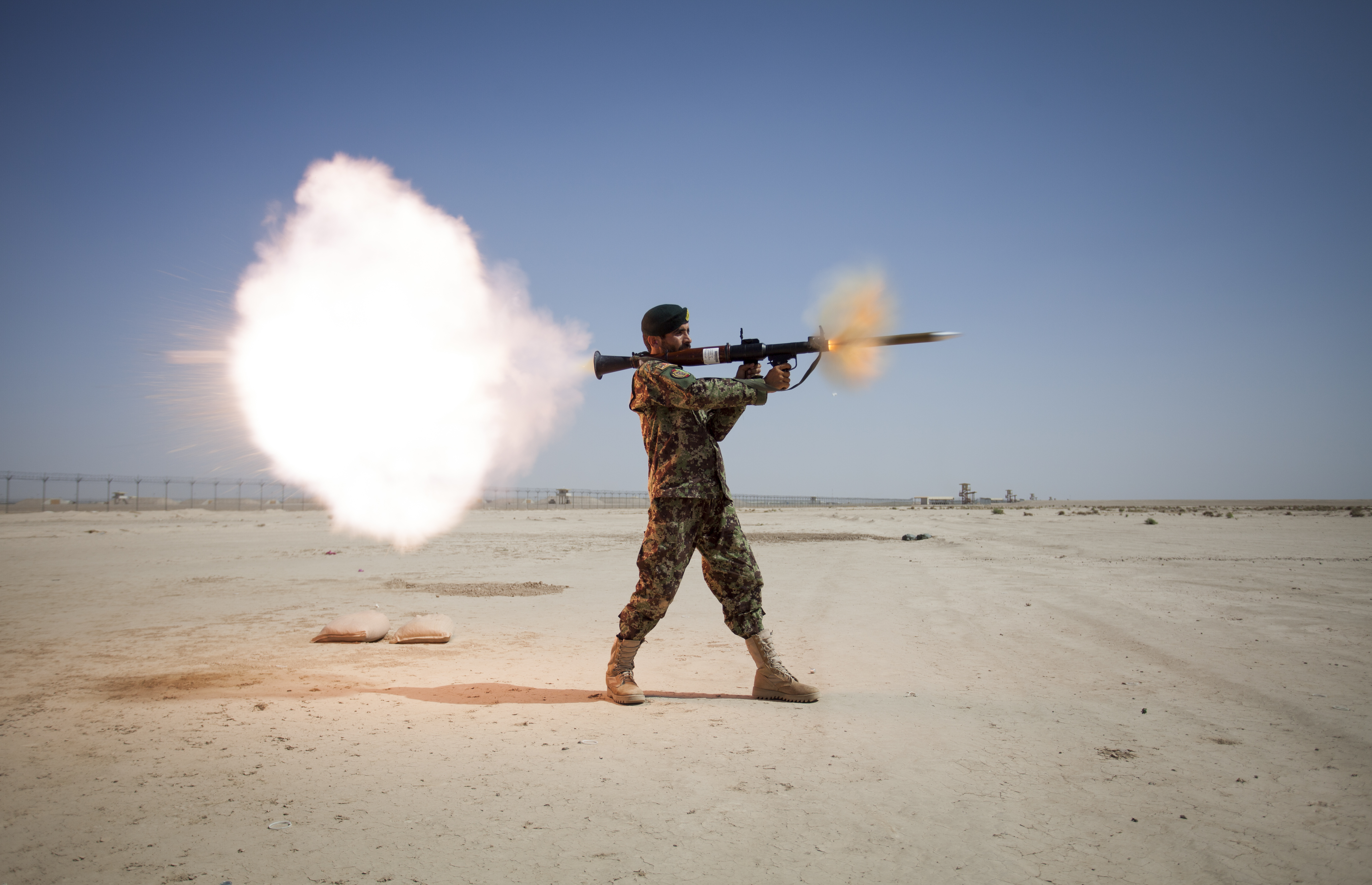
Un soldato ANA assegnato alla Mobile Strike Force Kandak spara con un RPG-7 durante un'esercitazione a fuoco vivo sotto la supervisione dei Marines con il Mobile Strike Force Advisor Team a Camp Shorabak, nella provincia di Helmand.

Le nazioni partecipanti all'operazione Enduring Freedom hanno assunto diverse responsabilità nella creazione dell'ANA. Tutti gli sforzi sono stati unificati nel comando multinazionale di Kabul chiamato Combined Security Transition Command – Afghanistan (CSTC-A). Da parte afghana, tutto l'addestramento e la formazione militare (compresi i centri di addestramento e le scuole militari) dell'esercito è gestita dal nuovo Afghan National Army Training Command (ANATC) che risponde direttamente al comandante in capo dell'esercito. Le forze della coalizione aiutano con consigli e supporto militare attraverso la Task Force Phoenix, ufficializzata nell'aprile 2003 e con base nel centro di addestramento di Kabul.
Durante l'era ISAF, i consiglieri degli ETT statunitensi (Embedded Training Teams) o NATO OMLT (Operational Mentor and Liaison Team) agivano come collegamento tra l'ANA e l'ISAF. Gli ETT e gli OMLT coordinavano la pianificazione operativa e assicuravano che le unità ANA ricevessero il supporto abilitante.
Al momento dell'iscrizione, dopo aver compilato i moduli cartacei del caso, l'aspirante recluta immette i dati personali in uno speciale database biometrico e quindi viene sottoposta ad esami medici ed a vaccinazioni. L'addestramento di base individuale è condotto prima di tutto da istruttori dell'esercito afghano al centro di addestramento di Kabul coadiuvati e assistiti da personale NATO. Il personale statunitense coordina anche la formazione del personale afghano indirizzato all'addestramento reclute. Un team dell'esercito francese sovrintende la formazione di ufficiali e comandanti di plotone o compagnia grazie ad un'apposita brigata, basata anch'essa nel centro di addestramento di Kabul. Anche il Regno Unito supervisiona l'addestramento di ufficiali e sottufficiali di fanteria. Le forze canadesi supervisionano parte del processo iniziale di addestramento rivolgendo la loro attenzione a soldati, sottufficiali e ufficiali.
L'istruzione formale e lo sviluppo professionale sono condotti presso due principali scuole ANATC, entrambe a Kabul. L'Accademia Militare Nazionale dell'Afghanistan, situata vicino all'Aeroporto Internazionale di Kabul, è un'università militare di quattro anni, che produrrà sottotenenti diplomati in una varietà di professioni militari. La prima classe di allievi della NMAA è entrata nel suo secondo anno accademico nella primavera del 2006. Un contingente di istruttori statunitensi e turchi fa da mentore congiuntamente alla facoltà e al personale della NMAA. Il Command and General Staff College, situato nel sud di Kabul, prepara ufficiali ANA di medio livello per prestare servizio nel personale di brigata e di corpo d'armata. La Francia istituì il CGSC all'inizio del 2004 e un quadro di istruttori dell'esercito francese continua a supervisionare le operazioni presso la scuola. In un potenziale sito nel nord-ovest di Kabul verrà anche istituita un'università della difesa nazionale. Alla fine, tutta la formazione iniziale degli ufficiali (inclusa la NMAA) e il CGSC saranno trasferiti nella nuova struttura NDU.
Secondo il tenente colonnello Kane Mangin dell'International Artillery Training Team guidato dall'Australia, l'ANA Artillery Training School di Kabul dovrebbe addestrare abbastanza ufficiali e sottufficiali per circa 23 batterie di artiglieria, utilizzando gli obici D-30 dell'arma d'artiglieria dell'ANA.
Un numero considerevole di ufficiali dell'esercito nazionale afghano viene inviato per essere addestrato in India presso l'Indian Military Academy a Dehradun, la National Defense Academy vicino a Pune o l'Officers Training Academy a Chennai. L'Indian Military Academy, che esiste dal 1932, fornisce un corso di laurea di 4 anni agli ufficiali dell'esercito, mentre la National Defense Academy è un college tri-service che fornisce corsi di laurea di 3 anni dopo la quale gli ufficiali effettuano una specializzazione di un anno nei loro rispettivi istituti di servizio. La Officers Training Academy offre un corso di 49 settimane ai candidati ufficiali laureati. Nel 2014 il numero di ufficiali afgani in formazione in India era di quasi 1100.
Secondo un notiziario del 2009, l'esercito nazionale afghano era afflitto da inefficienza e corruzione. Gli sforzi d'addestramento degli Stati Uniti vennero drasticamente rallentati dalla corruzione, dall'analfabetismo diffuso, dalla scomparsa delle scorte e dalla mancanza di disciplina. Jack Kem, vice del comandante della NATO Training Mission Afghanistan e del Combined Security Transition Command Afghanistan, dichiarò che il tasso di alfabetizzazione nell'ANA avrebbe raggiunto oltre il 50% entro gennaio 2012. Quello che era iniziato come un programma di alfabetizzazione volontaria divenne obbligatorio per la formazione di base all'inizio 2011.
Un altro problema significativo per l'esercito nazionale afghano è un alto livello di abuso di droghe tra i suoi soldati. Secondo alcuni rapporti, lo Special Investigator General for Afghan Reconstruction riferì che il numero di soldati ANA che fanno uso di droghe era "almeno del 50%" e avrebbe potuto raggiungere il 75% di tutti i soldati afgani.
Nel 2009 venne riferito che in una nuova unità, non sperimentata, nella provincia di Baghlan, alcuni soldati erano stati trovati rannicchiati nei fossati piuttosto che a combattere. Alcuni erano sospettati di collaborare con i talebani contro la NATO o d'impegnarsi in scambi reciproci su offensive o guerre psicologiche non autorizzate attraverso spacconate o usando le loro conoscenze per comunicare con amici o familiari nella zona di battaglia. "Non hanno le basi, quindi si sdraiano", ha detto il capitano Michael Bell, che fa parte di una squadra di mentori statunitensi e ungheresi incaricati di addestrare i soldati afgani. "Sono corso in giro per un'ora cercando di convincerli a sparare, facendomi sparare. Non sono riuscito a convincerli a sparare con le loro armi". Ad esempio, in più scontri a fuoco durante l'offensiva della NATO del febbraio 2010 nella provincia di Helmand, molti soldati afgani non mirarono: puntarono i loro fucili M16 nella direzione approssimativa del fuoco delle armi leggere in arrivo e premettero i grilletti senza mettere i mirini del fucile nei loro occhi. Le loro museruole dei fucili erano spesso sollevate di diversi gradi. Durante la battaglia per l'avamposto di combattimento Keating nell'ottobre 2009, le truppe ANA fuggirono, si nascosero sotto i loro letti e rubarono dalle caserme americane.
La diserzione resta un problema. Un soldato combattente su quattro lasciò l'esercito durante il periodo di 12 mesi che terminò nel settembre 2009, secondo i dati del Dipartimento della Difesa degli Stati Uniti e lo Special Investigator General for Afghan Reconstruction. Il problema era così grave che l'esercito fu costretto a dimettere 2.000 soldati e ufficiali in un mese. Al fine di filtrare i potenziali disertori dai ranghi, alcuni soldati vengono addestrati ad essere schierati in operazioni reali. Secondo le statistiche della NATO, il tasso di abbandono fu in media del 32% all'anno nei 12 mesi che si conclusero nel novembre 2011. Nel dicembre 2011, The Globe and Mail affermò che, a causa di problemi con gli ufficiali che calcolano il numero di soldati all'interno dei propri ranghi, "un'ipotesi plausibile sulla reale dimensione dell'esercito afghano pone forse la forza a 100.000 soldati in servizio". Uno studio pubblicato sulla rivista professionale statunitense Military Review nel 2009 stimò che l'ANA non avrebbe potuto mai crescere a più di 100.000 uomini, perché stava perdendo il 42% dell'intera forza ogni anno a causa della diserzione e del non reinserimento.
Nel dicembre 2011 Mohammad Zahir Azimi, portavoce del Ministero della Difesa, disse che l'ANA contava 180.000 soldati, che si prevedeva avrebbero raggiunto almeno 240.000 soldati negli anni successivi.

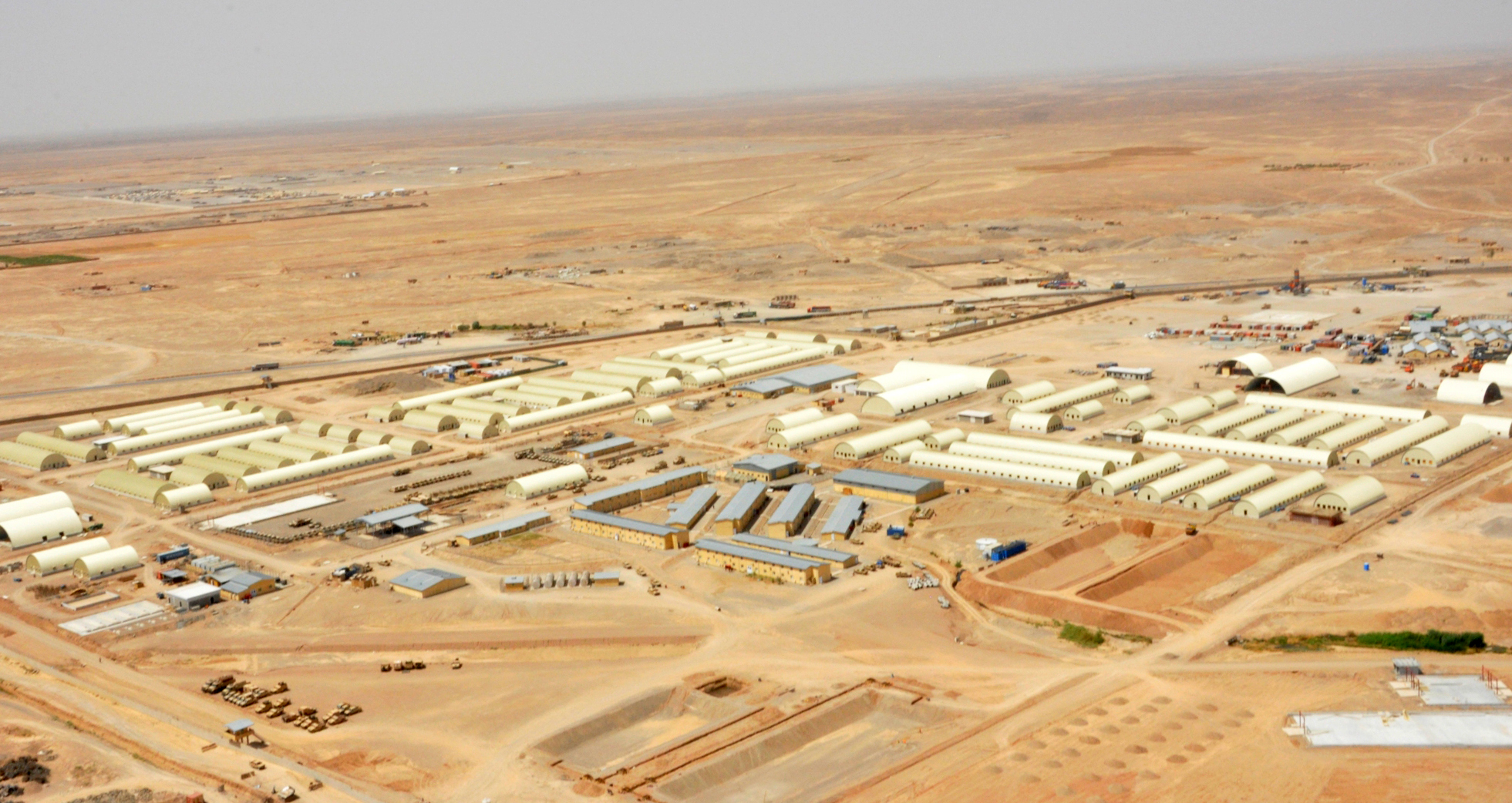
Costruzione di una base ANA nell'Afghanistan meridionale

Secondo le dichiarazioni rilasciate dal colonnello Thomas McGrath nell'ottobre 2007, la coalizione che sosteneva la costituzione dell'ANA aveva visto progressi ed era soddisfatta delle prestazioni afghane nelle recenti esercitazioni. McGrath stimò che l'ANA avrebbe dovuto essere in grado di svolgere operazioni indipendenti a misura di brigata entro la primavera del 2008. Tuttavia, a partire dal 1º ottobre 2011, quattro anni dopo la data stimata di McGrath per operazioni indipendenti a misura di brigata, nessuno dei 180 kandak dell'ANA poteva svolgere operazioni indipendenti, tanto meno un'intera brigata. Secondo un notiziario del 2009, l'ANA era afflitto da inefficienza e corruzione.
Il 30 luglio 2013 l'Assistente segretario alla Difesa degli Stati Uniti in carica Peter Lavoy disse ai giornalisti a Washington D.C., secondo Jane's Defence Weekly, che "[...] una forza [statunitense] residua sarebbe necessaria per aiutare l'ANSF a completare compiti più banali come la logistica, garantire che i soldati ottengano i loro stipendi, procurarsi cibo, aggiudicare contratti per il carburante ed altro ancora". Lavoy osservò che gli afghani stanno ancora sviluppando quelle capacità e che sarà "ben oltre la data del 2014" prima che ne siano in grado.

## Dimensione
Di seguito è riportata una tabella delle dimensioni dell'esercito afghano nel tempo.
| Capo di Stato        | Anno | Totale    | Addestrati/regolari |
| -------------------- | ---- | --------- | ------------------- |
| Dost Mohammad Khan   | 1857 | 25.000    | 7.400               |
| Sher Ali Khan        |      | 54.900    |                     |
| Abdur Rahman Khan    |      | 88.400    | 88.400              |
| Habibullah Khan      |      | 20.000    | 4.000               |
| Amānullāh Khān       |      | 10.000    | 10.000              |
| Habibullāh Kalakāni  |      | 20.000    | 4.000               |
| Mohammed Nadir Shah  |      | 72.000    | 70.000              |
| Mohammad Hashim Khan |      | 82-92.000 | 80-90.000           |
| Mohammed Zahir Shah  |      | 82.000    | 80.000              |
| Mohammad Najibullah  | 1988 | 160.000   | 101.500             |
| Burhanuddin Rabbani  | 1995 | 70.000    |                     |
| Hamid Karzai         | 2003 | 49.000    | 4.000               |
| Periodo talebano     |      | 100.000   |                     |

### Ufficiali
Nonostante le sue dimensioni, l'esercito nazionale afghano ha quasi 1.000 ufficiali con il grado di generale che è superiore al numero di generali dell'esercito degli Stati Uniti.

## Struttura
Un documento informativo del gennaio 2011 della NATO Training Mission-Afghanistan descriveva l'ANA come guidata dal capo di stato maggiore, che supervisionava il vice capo di stato maggiore, il vice capo delle forze armate (un ufficiale dell'aeronautica militare), il direttore di stato maggiore, egli stesso supervisore dello stato maggiore stesso, e sette comandi principali. Il Comando della forza terrestre ANA, sotto un tenente generale, dirigeva i cinque corpi d'armata delle forze terrestri e la 111ª Divisione della Capitale. Gli altri sei comandi includevano il Comando operazioni speciali ANA, il Comando supporto all'esercito, il Comando di reclutamento ANA (ANAREC), il HSSB e la Detainee Guard Force.
Tra le strutture di supporto c'è il Deposito nazionale di munizioni di Chimtallah, un Deposito centrale di munizioni.

### Kandak
L'unità di base dell'esercito nazionale afghano è il kandak (battaglione), composto da 600 soldati. I kandak possono essere ulteriormente suddivisi in quattro toli (compagnia). Sebbene la stragrande maggioranza dei kandak sia di fanteria, sono stati formati almeno un kandak meccanizzato e uno corazzato; altri potrebbero essere pianificati. Ad ogni corpo d'armata ANA vennero assegnati kandak commando.
A partire dal settembre 2009, 28 dei 31 kandak dell'esercito nazionale afghano erano pronti per le operazioni di combattimento e molti vi avevano già partecipato. In questo momento erano previste almeno nove brigate, ciascuna composta da sei kandak. Nel marzo 2007, metà dell'ANA era stata raggiunta con 46 dei 76 kandak afgani pianificati che operavano in prima linea o di concerto con le forze NATO.
Sette kandak delle Forze di Reazione Rapida (QRF) vennero creati nel 2012-13, un kandak per ciascuno dei corpi d'armata e delle divisioni dell'ANA. Vennero creati convertendo i kandak di fanteria esistenti in kandak QRF presso la NMAA Armor Branch School. I kandak QRF vennero addestrati e messi in campo nel 2012 e nel 2013. I kandak QRF furono i primi grandi utilizzatori ANA di veicoli blindati.

### Brigate
Per il 2008 venne pianificato un totale di 14 brigate orientate a livello regionale. Secondo il Combined Security Transition Command – Afghanistan (CSTC-A) tredici di queste brigate dovevano essere di fanteria, una meccanizzata e una commando.

### Corpi d'armata

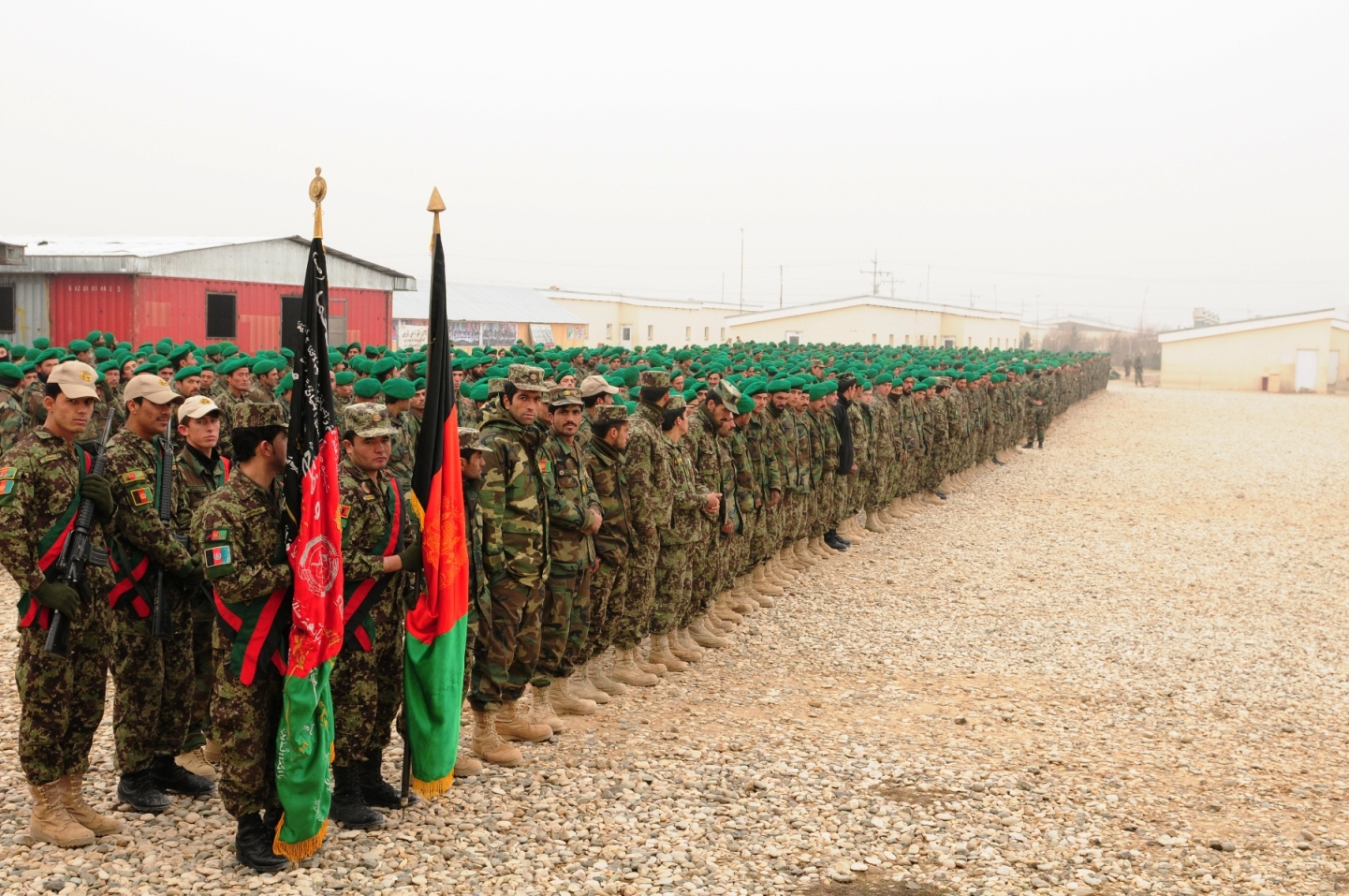
Soldati del 209º Corpo d'armata nella provincia di Balkh

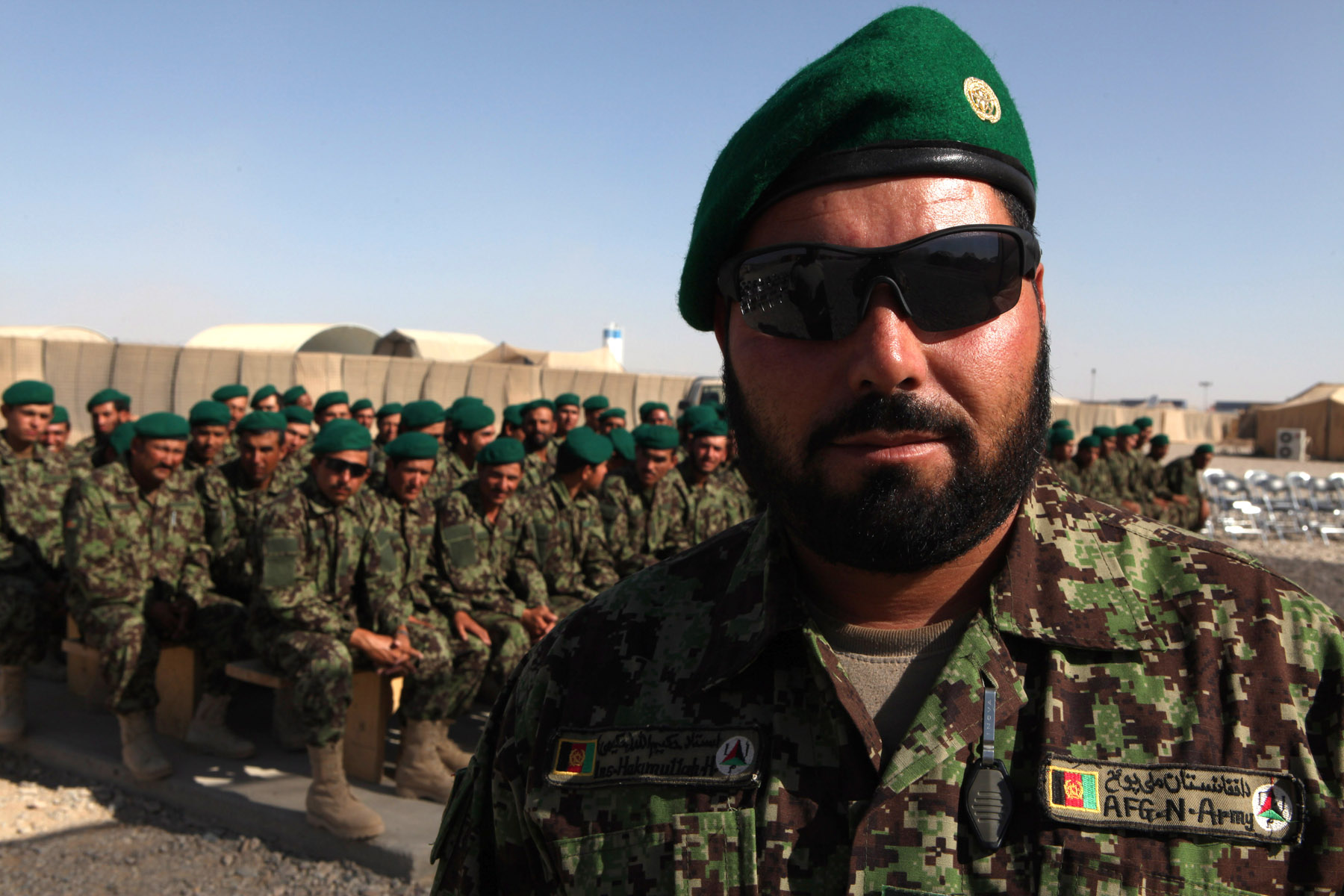
Soldiati del 215º Corpo d'armata nella provincia di Helmand

L'esercito nazionale afghano mantiene sette corpi d'armata; ogni corpo è responsabile di una delle principali aree del paese. Ogni corpo d'armata ha da tre a quattro brigate subordinate e ogni brigata ha quattro kandak (battaglioni) di fanteria come unità di combattimento di base. Ad ogni kandak di fanteria viene assegnata un'area specifica di cui è responsabile; la missione del kandak è proteggere la propria area dalle minacce interne ed esterne. In origine, ai quattro corpi d'armata periferici erano assegnate una o due brigate, con la maggior parte del personale dell'esercito con sede nel 201º Corpo d'armata di Kabul. Ciò venne sostituito da uno sviluppo in cui ogni corpo d'armata aggiunse brigate extra. L'istituzione del corpo d'armata iniziò quando nel settembre 2004 sono stati nominati quattro comandanti dei corpi d'armata regionali e parte del loro stato maggiore.
L'ANA dispone di sette comandi terrestri regionali:
- 201º Corpo d'armata (Kabul) – La 1ª Brigata è al Palazzo presidenziale. La 3ª Brigata, a Pol-e-Chakri, sarà una formazione meccanizzata che includerà gli M-113[111] e carri armati da combattimento di costruzione sovietica.[112] Informazioni successive da  LongWarJournal.org. collocano la maggior parte della 3ª Brigata a Jalalabad, la 2ª Brigata a Pol-e-Charkhi, e solo un singolo kandak della 1ª Brigata al Palazzo presidenziale.[113] Il corpo d'armata è incaricato delle operazioni nell'Afghanistan orientale, tra cui Kabul, Logar, Kapisa, Konar e Laghman. Il suo spazio di battaglia comprende la capitale afgana di Kabul, nonché le rotte vitali che corrono da nord a sud e le valli che portano dal confine pakistano all'Afghanistan. La 3ª Brigata del 201º Corpo d'armata è l'unica unità che ha il controllo di una area di responsabilità in Afghanistan senza l'aiuto o l'assistenza delle forze statunitensi o della coalizione per il suo sistema di comando.[114]
- 203º Corpo d'armata (Gardez) Il comando regionale originale di Gardez venne istituito il 23 settembre 2004.[115] Dal 2009, 1ª Brigata, Khost, 2ª Brigata, base operativa avanzata Rushmore, Sharana, provincia di Paktika, 3ª Brigata, Ghazni. Il 19 ottobre 2006, come parte dell'operazione Mountain Fury, due ETT (Embedded Training Teams) guidarono e consigliarono una sezione di artiglieria D30 del 4° Kandak, 2ª Brigata, 203º Corpo d'armata, per condurre le prime missioni di artiglieria durante le operazioni di combattimento con molestie ed incendi indiretti.[116] Tre giorni dopo, condussero con successo il contrattacco (con l'assistenza di un radar Q-36 statunitense) che provocò dieci vittime nemiche, le più alte perdite inflitte dal fuoco di artiglieria nella storia dell'ANA.[senza fonte] Il corpo d'armata è supportato dallo squadrone di supporto regionale di Gardez dell'AAF, dotato di 8 elicotteri: 4 da trasporto per supportare il kandak commando del corpo d'armata, due da attacco e due da trasporto medico.[117]
- 205º Corpo d'armata (Kandahar) – ha la responsabilità delle province di Kandahar, Zabol e la 4ª Brigata Oruzgan sotto il controllo del brigadier generale Zafar Khan.[118] Si compone di quattro brigate, un kandak commando e tre guarnigioni. Il corpo d'armata ha integrato la capacità di artiglieria e di trasporto aereo, fornito da un crescente Kandahar Wing dell'aeronautica afghana.[119]
- 207º Corpo d'armata (Herat) – 1ª Brigata a Herat, 2ª Brigata a Farah, ed elementi a Shindand (compresi i commando).[120] Il corpo d'armata è supportato dallo squadrone di supporto regionale di Herat dell'AAF, dotato di otto elicotteri: quattro da trasporto per supportare il kandak commando del corpo d'armata, due da attacco e due da trasporto medico.[117]
- 209º Corpo d'armata (Mazar-i-Sharif) – Lavora a stretto contatto con il Regional Command North a guida tedesca, e ha la 1ª Brigata a Mazar-i-Sharif e, a quanto pare, una 2ª Brigata in formazione a Kunduz. Una richiesta dello United States Army Corps of Engineers per le strutture del quartier generale di Kunduz per la 2ª Brigata venne emessa nel marzo 2008.[121] Il corpo d'armata è supportato dallo squadrone di supporto regionale di Mazar-i-Sharif dell'AAF, dotato di otto elicotteri: quattro elicotteri da trasporto per supportare il kandak commando del corpo d'armata, due da attacco e due elicotteri da trasporto medico.[117] Nell'ottobre 2015, in risposta alla caduta di Kunduz, arrivò la notizia che sarebbe stata costituita una nuova divisione nell'area.[122]
- 215º Corpo d'armata (Lashkar Gah) – Nel 2010, il governo afghano approvò un sesto corpo d'armata dell'Esercito nazionale afghano - Corpo d'armata 215 Maiwand - con sede nella capitale Helmand, Lashkar Gah. Il 215° venne sviluppato specificamente per collaborare con la Marine Expeditionary Brigade a Helmand.[123] Il 28 gennaio 2010, Xinhua riferì che il generale Sayed Mallok avrebbe comandato il nuovo corpo d'armata.[124] Il corpo d'armata avrebbe coperto tutte le parti di Helmand, metà di Farah e la maggior parte delle parti della provincia sud-occidentale di Nimroz. Il corpo d'armata venne formalmente istituito il 1º aprile 2010. La 1ª Bta, 215º Corpo d'armata, è a Garmsir, in collaborazione con un USMC Regimental Combat Team.[125] Elementi della 2ª Brigata, 215º Corpo d'armata, vennero segnalati alla Base operativa avanzata Delaram, nella provincia di Farah. La 3ª Bta, 215º Corpo d'armata, che collabora con la Task Force Helmand del Regno Unito, è a Camp Shorabak.[126]
- 217º Corpo d'armata (Kunduz) – L'esercito afghano ha istituito un nuovo corpo d'armata nel 2019. La 20ª Divisione, che in precedenza faceva parte del 209º Corpo d'armata, è diventata il 217º Corpo d'armata. Il 217° è responsabile delle province di Kunduz, di Takhar, di Baghlan e di Badakhshan.[127]

Alla fine del 2008 venne annunciato che l'ex area di responsabilità del 201º Corpo d'armata sarebbe stata divisa, con la formazione di una Divisione della Capitale a Kabul e il corpo d'armata che avrebbe concentrato i suoi sforzi più avanti lungo il confine. La nuova divisione, denominata 111ª Divisione della Capitale, divenne operativa nell'aprile 2009. Ha una 1ª e una 2ª Brigata (entrambe in formazione), nonché una brigata di sicurezza speciale del quartier generale.

### Comando per le operazioni speciali dell'ANA
A partire dalla metà del 2011, l'ANA iniziò ad istituire un Comando per le operazioni speciali dell'ANA (ANASOC) per controllare la Brigata Commando ANA e le Forze Speciali ANA. Ha sede a Camp Moorehead nella provincia di Vardak, a sei miglia a sud di Kabul. Nel 2011 l'ANASOC era composto da 7.809 commando e 646 membri delle forze speciali.
Nel luglio 2012, il Comando per le operazioni speciali venne ufficialmente istituito come formazione di forze per le operazioni speciali delle dimensioni di una divisione, che include un comando e uno stato maggiore. Il comando, con lo status di divisione, vanta ora tra i 10.000 e gli 11.000 soldati delle operazioni speciali. In precedenza questo era organizzato come una brigata con 8 kandak, tutti con un minimo di 6 compagnie. A causa delle dimensioni standard di una brigata nell'ANA, è probabile che l'ANASOC sia diviso in 3-4 brigate, una delle quali sarà una Brigata delle forze speciali. L'ANASOC ha ora uno Stormo per missioni speciali dell'aeronautica militare annesso che è stato inaugurato nel luglio 2012. Con l'approvazione del dicembre 2017 del tashkil FY 2018, l'ANASOC ha autorizzato 16.040 soldati, organizzati in quattro Brigate di operazioni speciali (SOB) e una Brigata di missione nazionale (NMB).

#### Corpo commando dell'ANA

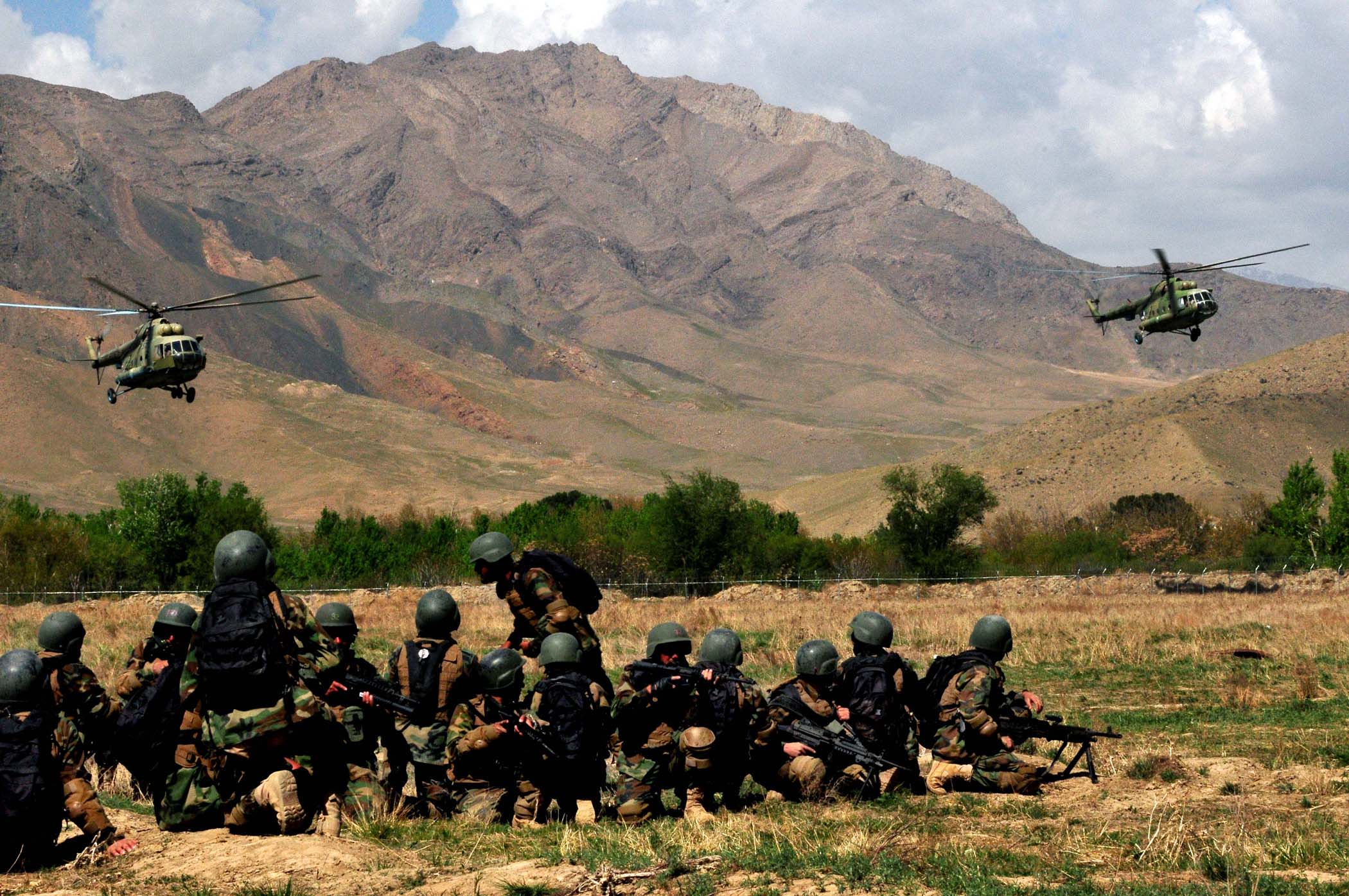
Commando afghani del 6° Kandak Commando attendono l'atterraggio di due elicotteri Mi-17 dell'Aeronautica militare afgana (AAF) mentre praticano le tecniche di infiltrazione a Camp Morehead nelle regioni esterne di Kabul.

Nel luglio 2007 l'ANA diplomò i suoi primi commando. I commando seguirono un estenuante corso di tre mesi addestrati dalle forze di operazioni speciali americane. Sono completamente equipaggiati con attrezzature statunitensi e hanno ricevuto un addestramento specializzato di fanteria leggera con la capacità di condurre incursioni, azioni dirette e ricognizioni a sostegno delle operazioni di controguerriglia; e forniscono una capacità di risposta strategica per il governo afghano. Entro la fine del 2008, i sei battaglioni di commando ANA dovevano essere di stanza nella regione meridionale dell'Afghanistan per assistere le forze canadesi. A partire dal 2017, la brigata di commando è cresciuta fino a raggiungere le dimensioni di corpo d'armata con 21.000 commando, con il loro numero che alla fine ha raggiunto i 30.000 commando. La forza dei commando ANA comprende solo il 7% delle forze di sicurezza e di difesa nazionale afghane, ma fanno dal 70 all'80% dei combattimenti.

#### Forze speciali dell'ANA
Le Forze speciali dell'ANA vennero concepite per la prima volta nel 2009 e istituite nel 2010. La prima squadra delle forze speciali, i cui soldati vennero selezionati dai commando dell'ANA (questa pratica venne interrotta in seguito per preservare la capacità di comando), terminò l'addestramento nel maggio 2010. L'organizzazione è basata sulle forze speciali dell'esercito americano. Inizialmente tutti i candidati delle forze speciali dovevano provenire dal Kandak Commando (Battaglione Commando), richiedendo solo 10 settimane di addestramento. Tuttavia, dopo il periodo iniziale era previsto che il reclutamento delle forze speciali fosse condotto in tutto l'esercito e l'addestramento iniziale delle forze speciali doveva essere di 15 settimane. I laureati commando del corso delle forze speciali manterranno la loro scheda "commando", avranno anche una scheda "forze speciali" in cima alla scheda commando e riceveranno anche un berretto marrone chiaro. Questi candidati vengono normalmente selezionati dopo aver prestato servizio per quattro anni come Commando. Essi vennero assegnati a squadre delle forze speciali statunitensi che operarono nella provincia di Kandahar nell'operazione del 2010.
Nel maggio 2010 la prima classe delle Forze Speciali ANA si diplomò dopo il corso di qualificazione di 10 settimane e passò alla parte operativa del proprio addestramento. Nel novembre 2010, le forze speciali ANA Classe 1 ricevettero i loro berretti marrone chiaro in una cerimonia a Camp Morehead, nella provincia di Kabul, dopo aver completato 26 settimane di addestramento sul lavoro in collaborazione con le forze speciali statunitensi. La selezione iniziale comportò l'assunzione dei 145 commando che si erano offerti volontari, sottoponendoli a un processo di qualificazione di una settimana (simile a quello utilizzato negli Stati Uniti) e riscontrando, come negli Stati Uniti, che solo la metà circa (69) era passata. Questi operatori delle forze speciali formarono i primi quattro A-Team (di 15 uomini ciascuno). Alcuni di loro che avevano superato la 1ª classe vennero utilizzati per aiutare le forze per le operazioni speciali degli Stati Uniti ad addestrare la 2ª classe di candidati. I soldati delle forze speciali sono addestrati per concentrarsi sull'interazione con la popolazione attraverso le jirga con gli anziani del villaggio, ma capaci di operazioni unilaterali. Una seconda classe delle forze speciali ANA completò l'addestramento nel dicembre 2010.
La forza contava 646 operatori delle forze speciali nel dicembre 2011. Questa unità dispone anche di operatori delle forze speciali femminili per interagire con le donne civili, come ricerche, interviste o visite mediche. Ci sono piani per creare un plotone delle forze speciali di sole operatori donne in modo che possano parlare con le famiglie (donne e bambini).

### Organizzazioni di supporto al combattimento
Poiché l'ANA è cresciuto fino a raggiungere quasi le sue dimensioni complete, l'attenzione si è ora spostata sull'ulteriore sviluppo della forza in modo che diventi autosufficiente. Lo sviluppo delle Organizzazioni di supporto al combattimento ANA, i Kandak del Corpo Logistico, o Battaglioni di supporto logistico, (KCL) e i Kandak di supporto al combattimento, o Battaglioni di supporto al combattimento, (KSC) è vitale per l'auto-sostenibilità.
I Kandak di supporto al combattimento (KSC) forniscono servizi specializzati per i kandak di fanteria. Sebbene la maggior parte dei kandak dell'ANA abbia un KSC, essi sono sottosviluppati e non soddisfano i requisiti di un esercito in crescita. Il ruolo del KSC include la manutenzione della flotta a motore, le comunicazioni specializzate, la ricognizione, il Genio militare e le unità di artiglieria a lungo raggio. Alla fine un KSC completamente sviluppato verrà assegnato a ciascuna delle 24 Brigate da combattimento dell'ANA.
Ogni KSC include una toli (compagnia) d'intelligence chiamata Cashf Tolai. Ogni toli dei servizi segreti è responsabile della raccolta di informazioni sull'area circostante e sulle attività dei talebani. I membri dell'unità interagiscono a stretto contatto con i residenti locali nel tentativo di negare al nemico il controllo sull'area circostante.
Al fine di consentire all'ANA di essere autosufficiente, le brigate formeranno un Kandak del Corpo Logistico (KCL) che avrà il compito di fornire l'equipaggiamento ai 90 kandak di fanteria. Il KSC sarà responsabile della manutenzione delle nuove apparecchiature più pesanti, inclusi gli APC. Nell'area del 215º Corpo d'armata, il Combat Logistics Battalion 1 dei Marines degli Stati Uniti annunciò nel gennaio 2010 che l'addestramento del 5° Kandak logistico, 1ª Brigata, 215º Corpo d'armata era andato molto bene e che l'unità era in grado di affrontare la maggior parte delle attività quotidiane in proprio.

## Gradi militari

### Ufficiali
| Codice NATO equivalente | OF-10             | OF-10             | OF-9                  | OF-9                  | OF-8                 | OF-8                 | OF-7                   | OF-7                   | OF-6                  | OF-6                  | OF-5           | OF-5           | OF-4               | OF-4               | OF-3       | OF-3       | OF-2            | OF-2            | OF-1           | OF-1           | OF-1                      | OF-1                      | OF-1                        | OF-1                        | OF(D) ed ufficiale studente | OF(D) ed ufficiale studente | OF(D) ed ufficiale studente | OF(D) ed ufficiale studente | OF(D) ed ufficiale studente | OF(D) ed ufficiale studente | OF(D) ed ufficiale studente | OF(D) ed ufficiale studente | OF(D) ed ufficiale studente | OF(D) ed ufficiale studente | OF(D) ed ufficiale studente | OF(D) ed ufficiale studente |
| ----------------------- | ----------------- | ----------------- | --------------------- | --------------------- | -------------------- | -------------------- | ---------------------- | ---------------------- | --------------------- | --------------------- | -------------- | -------------- | ------------------ | ------------------ | ---------- | ---------- | --------------- | --------------- | -------------- | -------------- | ------------------------- | ------------------------- | --------------------------- | --------------------------- | --------------------------- | --------------------------- | --------------------------- | --------------------------- | --------------------------- | --------------------------- | --------------------------- | --------------------------- | --------------------------- | --------------------------- | --------------------------- | --------------------------- |
| Afghanistan (Edit)      | Marshal           | Marshal           | General               | General               | Lieutenant General   | Lieutenant General   | Major General          | Major General          | Brigadier General     | Brigadier General     | Colonel        | Colonel        | Lieutenant Colonel | Lieutenant Colonel | Major      | Major      | Captain         | Captain         | Junior Captain | Junior Captain | First Lieutenant          | First Lieutenant          | Second Lieutenant           | Second Lieutenant           | Junior Second Lieutenant    | Junior Second Lieutenant    | Junior Second Lieutenant    | Junior Second Lieutenant    | Junior Second Lieutenant    | Junior Second Lieutenant    | Junior Second Lieutenant    | Junior Second Lieutenant    | Junior Second Lieutenant    | Junior Second Lieutenant    | Junior Second Lieutenant    | Junior Second Lieutenant    |
| Afghanistan (Edit)      | Marescialloمارشال | Marescialloمارشال | Setar jenralستر جنرال | Setar jenralستر جنرال | Dagar jenralډگرجنرال | Dagar jenralډگرجنرال | Turan jenralتورن جنرال | Turan jenralتورن جنرال | Brid jenralبرید جنرال | Brid jenralبرید جنرال | Dagarwalډگروال | Dagarwalډگروال | Dagarmanډگرمن      | Dagarmanډگرمن      | Jagranجگرن | Jagranجگرن | Jag turanجگتورن | Jag turanجگتورن | Turanتورن      | Turanتورن      | Lomri baridmanلمړی بريدمن | Lomri baridmanلمړی بريدمن | Dvahomi baridmanدوهم بریدمن | Dvahomi baridmanدوهم بریدمن | Dreyom baridmanدریم بریدمن  | Dreyom baridmanدریم بریدمن  | Dreyom baridmanدریم بریدمن  | Dreyom baridmanدریم بریدمن  | Dreyom baridmanدریم بریدمن  | Dreyom baridmanدریم بریدمن  | Dreyom baridmanدریم بریدمن  | Dreyom baridmanدریم بریدمن  | Dreyom baridmanدریم بریدمن  | Dreyom baridmanدریم بریدمن  | Dreyom baridmanدریم بریدمن  | Dreyom baridmanدریم بریدمن  |

### Sottufficiali
| Codice NATO equivalente | OR-9            | OR-9            | OR-9            | OR-9            | OR-9            | OR-9            | OR-8            | OR-8            | OR-7                                   | OR-7                                   | OR-6                                | OR-6                                | OR-6                                | OR-6                                | OR-6                                | OR-6                                | OR-5             | OR-5             | OR-5             | OR-5             | OR-5             | OR-5             | OR-4                   | OR-4                   | OR-4                   | OR-4                   | OR-3            | OR-3            | OR-2                | OR-2                | OR-2                | OR-2                | OR-2                | OR-2                | OR-1           | OR-1           |
| ----------------------- | --------------- | --------------- | --------------- | --------------- | --------------- | --------------- | --------------- | --------------- | -------------------------------------- | -------------------------------------- | ----------------------------------- | ----------------------------------- | ----------------------------------- | ----------------------------------- | ----------------------------------- | ----------------------------------- | ---------------- | ---------------- | ---------------- | ---------------- | ---------------- | ---------------- | ---------------------- | ---------------------- | ---------------------- | ---------------------- | --------------- | --------------- | ------------------- | ------------------- | ------------------- | ------------------- | ------------------- | ------------------- | -------------- | -------------- |
| Afghanistan             | Non equivalente | Non equivalente | Non equivalente | Non equivalente | Non equivalente | Non equivalente | Non equivalente | Non equivalente |                                        |                                        |                                     |                                     |                                     |                                     |                                     |                                     |                  |                  |                  |                  |                  |                  |                        |                        |                        |                        | Non equivalente | Non equivalente |                     |                     |                     |                     |                     |                     | Nessun'insegna | Nessun'insegna |
| Afghanistan             | Non equivalente | Non equivalente | Non equivalente | Non equivalente | Non equivalente | Non equivalente | Non equivalente | Non equivalente | Sergentedi prima classeسرپرگمشر قدمدار | Sergentedi prima classeسرپرگمشر قدمدار | Sergentesceltoمعاون سرپرگمشر قدمدار | Sergentesceltoمعاون سرپرگمشر قدمدار | Sergentesceltoمعاون سرپرگمشر قدمدار | Sergentesceltoمعاون سرپرگمشر قدمدار | Sergentesceltoمعاون سرپرگمشر قدمدار | Sergentesceltoمعاون سرپرگمشر قدمدار | Sergenteسرپرگمشر | Sergenteسرپرگمشر | Sergenteسرپرگمشر | Sergenteسرپرگمشر | Sergenteسرپرگمشر | Sergenteسرپرگمشر | Caporaleمعاون سرپرگمشر | Caporaleمعاون سرپرگمشر | Caporaleمعاون سرپرگمشر | Caporaleمعاون سرپرگمشر | Non equivalente | Non equivalente | Soldatosceltoپرگمشر | Soldatosceltoپرگمشر | Soldatosceltoپرگمشر | Soldatosceltoپرگمشر | Soldatosceltoپرگمشر | Soldatosceltoپرگمشر | Soldatoجندي    | Soldatoجندي    |

## Composizione etnica
Nel 2003, gli Stati Uniti emanarono linee guida speciali per garantire l'equilibrio etnico nell'ANA. Alla fine del 2012, l'ANA era composta al 43% da pashtun, al 32% da tagiki, al 12% da hazara, all'8% da uzbeki e il resto erano gruppi etnici dell'Afghanistan più piccoli. Tuttavia, l'esercito non tiene traccia dell'effettiva composizione etnica del corpo degli ufficiali, quindi è difficile sapere se le quote sono davvero soddisfatte. Non ci sono quote per i soldati arruolati.

## Equipaggiamenti
A partire dai primi anni settanta, l'esercito afghano era equipaggiato principalmente con fucili d'assalto russi AK-47. Oggi, tuttavia, il fucile M16 americano viene aggiunto all'uso con l'AK-47. In qualità di principale alleato non NATO degli Stati Uniti, l'Afghanistan continua a ricevere miliardi di dollari in assistenza militare. Ciò include la costruzione di un centro di comando militare nazionale, con strutture di addestramento in tutto il paese. Alcune delle armi includevano Humvee americani e altri camion, fucili M16 e giubbotti antiproiettile. L'ANA ha un contratto con International Trucks. Essa fornirà una flotta di 2.781 camion che possono essere utilizzati per il trasporto di personale, acqua, petrolio e un camion di recupero.
Oltre alla NATO, l'Afghanistan si è sempre più rivolto ai suoi alleati regionali, India e Russia, per aiuti e rifornimenti militari. Entrambi i paesi hanno sostenuto l'Alleanza del Nord, con finanziamenti, addestramento, forniture e cure mediche ai combattenti feriti, contro i talebani per anni prima dell'intervento guidato dagli Stati Uniti nel 2001.
Dopo la rimozione del governo talebano alla fine del 2001, l'India ha contribuito con diversi miliardi di dollari investiti in progetti di sviluppo delle infrastrutture in Afghanistan oltre alla formazione di ufficiali afgani in India. Ma l'India non è stata disposta a fornire aiuti militari se non nell'ambito di una missione di mantenimento della pace autorizzata dalle Nazioni Unite. Nel 2014, l'India ha firmato un accordo con la Russia e l'Afghanistan dove avrebbe pagato la Russia per tutte le attrezzature pesanti richieste dall'Afghanistan invece di fornirle direttamente. L'accordo include anche la ristrutturazione delle armi pesanti lasciate dopo la guerra sovietica.

### Veicoli corazzati da combattimento
| Modello               | Immagine | Tipo                         | Numero                           | Data      | Costruttore      | Dettagli |
| --------------------- | -------- | ---------------------------- | -------------------------------- | --------- | ---------------- | --- |
| BMP-1                 |          | Veicolo trasporto truppe     | 40                               |           | Unione Sovietica | Dopo la guerra sovietico-afghana un certo numero di IFV BMP-1 caddero nelle mani dei mujahideen afghani. |
| BMP-2                 |          | Veicolo trasporto truppe     | 60                               | 1987–2002 | Unione Sovietica | 150 insieme a 1.500 ATGM 9M111 Fagot vennero ordinati nel 1987 dall'Unione Sovietica e consegnati tra il 1987 e il 1991 (alcuni dei veicoli erano forse in precedenza in servizio sovietico). 550 BMP-1 e BMP-2 in servizio nel 1992. Tra 60 e 80 BMP-1 e BMP-2 vennero consegnati dalla Russia dopo il 2002. |
| M113                  |          | Veicolo trasporto truppe     | 173                              |           | Stati Uniti      | Nel 2005, entrarono in servizio con l'ANA anche 173 APC M113A2. |
| Humvee                |          | Veicolo trasporto truppe     | 8.500                            |           | Stati Uniti      | Versioni M1151 e M1152 corazzate. Nell'agosto 2010, venne emesso un ordine per altri 2.526 M1152A1 HMMWV con kit di armatura B2, per la Guardia nazionale afgana e la polizia. 950 Humvee M1114 consegnati entro novembre 2012. Circa 6.576 da consegnare nei successivi due anni.                            |
| International MaxxPro |          |                              | 155                              |           | Stati Uniti      | Il portavoce del ministero della Difesa afghano, il generale Zahir Azimi, ha confermato che le forze armate afghane riceveranno 212 veicoli MRAP dagli Stati Uniti entro la fine di quest'anno, con la formazione su come utilizzare i 40 MRAP ricevuti.                                                      |
| M1117                 |          | Veicolo di sicurezza interna | 634 (oltre 6.000 in ordinazione) |           | Stati Uniti      | Oltre alle configurazioni ASV e APC, altre varianti di missione includono: comando e controllo, ambulanza, ingegneria, manutenzione, mortaio e veicoli da ricognizione. Da consegnare completamente entro la fine del 2012.                                                                                   |

### Veicoli della Forze di Reazione Rapida

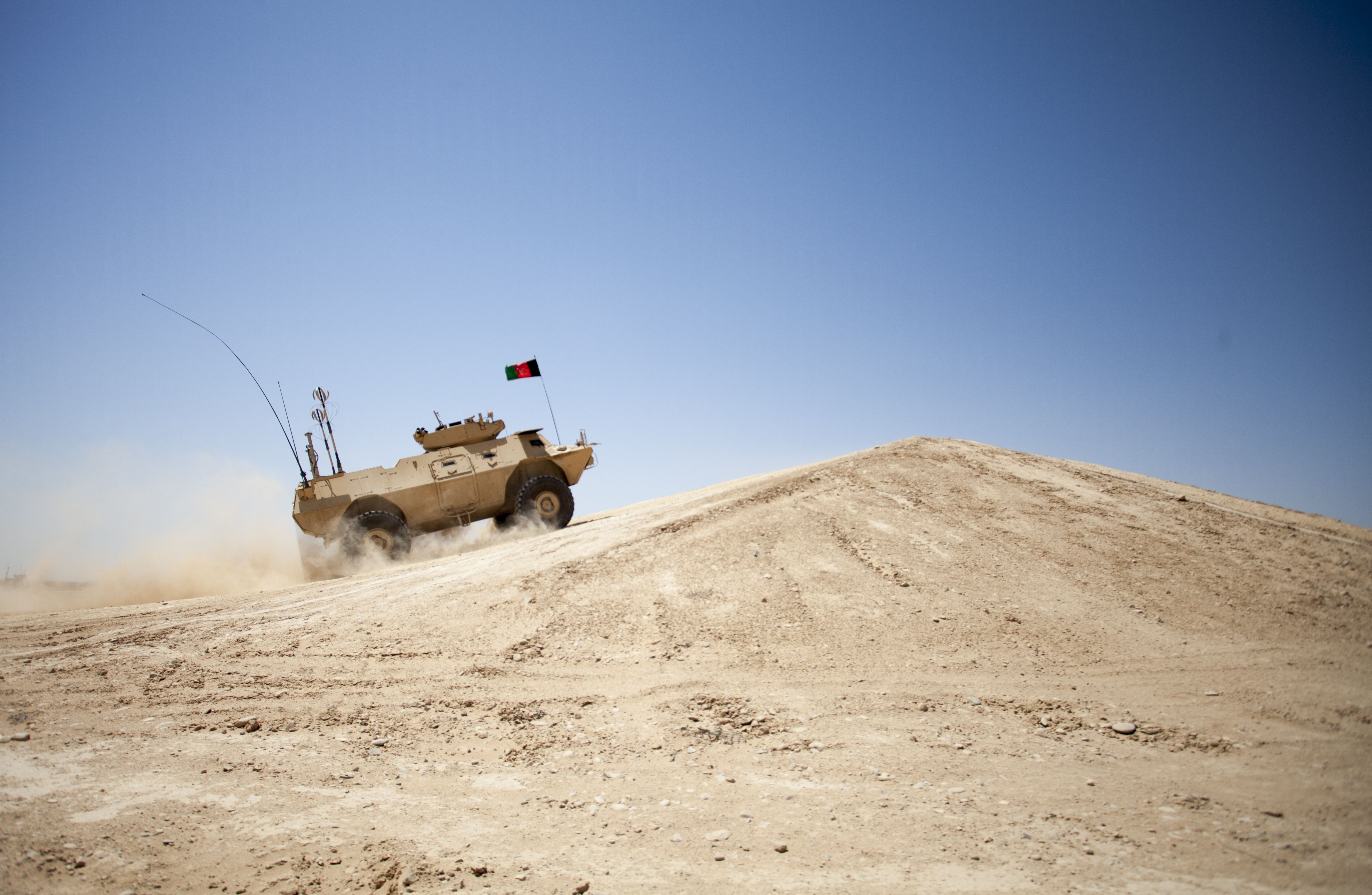
Il Mobile Strike Force Vehicle, M1117 Guardian Armored Security Vehicle, o ASV

I kandak delle Forze di Reazione Rapida vengono organizzati come fanteria motorizzata equipaggiata con 352 veicoli mobili della forza d'attacco (MSFV). Le spedizioni dei veicoli iniziarono nel novembre 2011 e l'ANA avrebbe preso possesso dei primi 58 nel marzo 2012.
C'è una certa confusione sulla quantità e il tipo esatti di veicoli nella QRF con varie fonti che forniscono cifre diverse. Mentre alcune fonti che riferiscono sulla formazione della QRF affermano che sono stati ordinati 440–490 M1117, non è chiaro se tutti questi saranno assegnati alla QRF. I primi 18 M1117 vennero inviati in Afghanistan nel novembre 2011. Nel marzo 2012 l'ANA avrebbe preso in consegna i primi 58 dei 352 MSFV che avranno incluso alcuni o tutti gli M1117.
Altre fonti riferiscono che saranno forniti all'ANA 352 MSFV (che includono M1117).

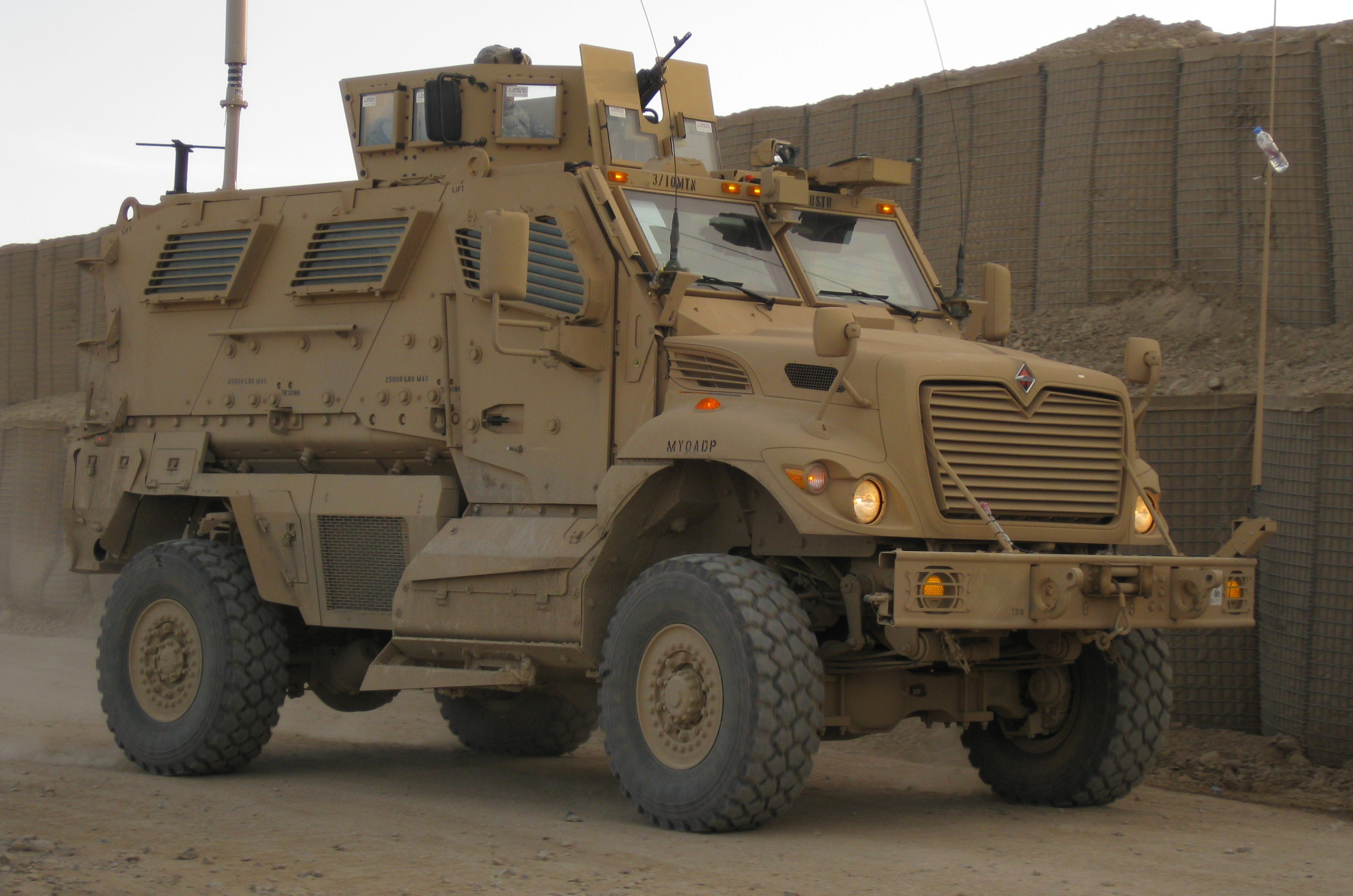
MaxxPro Dash

È probabile che 281 dei 352 MSFV saranno M1117 mentre gli altri 71 saranno altri tipi di veicoli tra cui i veicoli tattici medi (MTV) Navistar 7000, il cui telaio 4x4 è utilizzato per MRAP. Gli Stati Uniti hanno ordinato 9900 unità della configurazione International MaxxPro MRAP solo per l'Esercito nazionale afghano e per l'esercito iracheno.

### Carri armati
| Modello | Immagine | Origine          | Tipo                          | Numero | Date      | Dettagli |
| ------- | -------- | ---------------- | ----------------------------- | ------ | --------- | --- |
| T-55    |          | Unione Sovietica | Carro armato da combattimento | 44     | 1961–1991 | 50 T-54 e 50 T-55 vennero ordinati nel 1961 dall'Unione Sovietica e consegnati tra il 1962 e il 1964 (i T-54 erano precedentemente in servizio sovietico). 200 T-54 vennero ordinati nel 1978 dall'Unione Sovietica e consegnati tra il 1978 e il 1979. 705 T-55 vennero ordinati nel 1978 dall'Unione Sovietica e consegnati tra il 1978 e il 1991. C'erano 1.000 T-54, T-55, T-62 e PT-76 in servizio dal 1 aprile 1992. |
| T-62    |          | Unione Sovietica | Carro armato da combattimento | 44     | 1973–1991 | 100 ordinati nel 1973 dall'Unione Sovietica e consegnati tra il 1975 e il 1976. 155 ordinati nel 1979 dall'Unione Sovietica e consegnati tra il 1979 e il 1991. Le varianti T-62 in servizio con l'esercito afghano erano il T-62, il T-62M ed il T-62M1. |

### Contraerea e artiglieria
| Modello    | Immagine | Origine          | Tipo                 | Numero | Dettagli |
| ---------- | -------- | ---------------- | -------------------- | ------ | --- |
| BM-21 Grad |          | Unione Sovietica | Lanciarazzi multiplo | 50     | |
| ZPU-4      |          | Unione Sovietica | Cannone antiaereo    |        | Le varianti includono il ZPU-1 e il ZPU-2. |
| ZU-23-2    |          | Unione Sovietica | Cannone antiaereo    |        | Per lo più abbandonati dall'Unione Sovietica al momento della ritirata. Molti montati su camion come sistemi di supporto antincendio improvvisati.                                                                   |
| ZSU-23-4   |          | Unione Sovietica | Semovente antiaereo  |        | 20 vennero consegnati dall'URSS. |
| R-11 ScudB |          | Unione Sovietica | SRBM                 |        | 43 vennero consegnati dall'URSS. Dal 2005 ne sono sopravvissuti solo 4. |
| D-30       |          | Unione Sovietica | Obice                | 85     | Da settembre 2013 l'ANA è in possesso di 152 obici D30, la cui fornitura è coordinata dal Picatinny Arsenal, il centro militare statunitense per eccellenza nell'artiglieria. Questa alla fine salirà a 204 sistemi. |
| M-46       |          | Unione Sovietica | Obice                |        | |
| M114       |          | Stati Uniti      | Obice                | 24     | |

### Armi di fanteria
| Modello                  | Immagine     | Origine              | Tipo                                    | Numero       | Commento |
| Armi piccole             | Armi piccole | Armi piccole         | Armi piccole                            | Armi piccole | Armi piccole |
| ------------------------ | ------------ | -------------------- | --------------------------------------- | ------------ | --- |
| Makarov                  |              | Unione Sovietica     | Pistola semiautomatica                  |              | |
| TT                       |              | Unione Sovietica     | Pistola semiautomatica                  |              | |
| M9                       |              | Italia               | Pistola semiautomatica                  | +15.700      | |
| Stechkin APS             |              | Unione Sovietica     | Pistola mitragliatrice automatica       |              | |
| FB PM-63                 |              | Polonia              | Mitra                                   |              | |
| Mosin-Nagant             |              | Unione Sovietica     | Fucile a otturatore girevole-scorrevole |              | Uso cerimoniale. |
| AKM                      |              | Unione Sovietica     | Fucile d'assalto                        |              | In deposito. |
| AK-47                    |              | Unione Sovietica     | Fucile d'assalto                        |              | Eliminato gradualmente dal servizio dal 2008. Utilizzato dalle forze speciali afghane e da alcune unità regolari. |
| AK-74                    |              | Unione Sovietica     | Fucile d'assalto                        |              | In deposito. |
| Type 56                  |              | Cina                 | Fucile d'assalto                        |              | In deposito. |
| Zastava M70              |              | Jugoslavia / Serbia  | Fucile d'assalto                        |              | In deposito. |
| Kbs wz. 1996 Beryl       |              | Polonia              | Fucile d'assalto                        |              | Usato dalle unità regolari. |
| M16A2                    |              | Stati Uniti          | Fucile d'assalto                        | 104.000      | Le forze armate statunitensi hanno fornito all'Esercito nazionale afghano fucili M16 come parte di uno sforzo di modernizzazione. |
| M4                       |              | Stati Uniti          | Fucile d'assalto                        | 10.000       | Utilizzato solo dai Commando dell'Esercito nazionale afghano e dalle forze speciali. M4 venduti come parte di un pacchetto di vendite militari estere 2006. M4 aggiuntivi venduti come pacchetto di vendite militari estere 2008. |
| C7                       |              | Canada               | Fucile d'assalto                        | 2.500        | Il 23 dicembre 2007, i media canadesi hanno riferito che le Canadian Forces avrebbero fornito all'Esercito nazionale afghano 2.500 fucili Colt Canada C7 in eccedenza (una variante canadese dell'M16), insieme ad addestramento e munizioni con l'ordine di occidentalizzare le attrezzature afghane. Nel giugno 2011, l'Esercito nazionale afghano restituì i fucili C7 prestati poiché l'ANA preferiva il fucile americano M16. |
| Dragunov                 |              | Unione Sovietica     | Fucile di precisione                    |              | |
| PSL                      |              | Romania              | Fucile di precisione                    |              | |
| M24 Sniper Weapon System |              | Stati Uniti          | Fucile di precisione                    |              | |
| M249 SAW                 |              | Stati Uniti e Belgio | Mitragliatrice leggera                  |              | |
| RPK                      |              | Unione Sovietica     | Mitragliatrice leggera                  |              | |
| SG-43 Goryunov           |              | Unione Sovietica     | Mitragliatrice media                    |              | |
| M240                     |              | Stati Uniti e Belgio | Mitragliatrice ad uso generale          |              | |
| PK                       |              | Unione Sovietica     | Mitragliatrice ad uso generale          |              | |
| RPD                      |              | Unione Sovietica     | Mitragliatrice ad uso generale          |              | In deposito. |
| FN MAG                   |              | Belgio               | Mitragliatrice ad uso generale          |              | Informazioni sconosciute. |
| Minigun                  |              | Stati Uniti          | Gatling                                 |              | |
| DShK                     |              | Stati Uniti e Belgio | Mitragliatrice pesante                  |              | |
| KPV                      |              | Stati Uniti e Belgio | Mitragliatrice pesante                  |              | |
| M2 Browning              |              | Stati Uniti          | Mitragliatrice pesante                  |              | |
| RPG-7                    |              | Unione Sovietica     | RPG                                     |              | |
| M47 Dragon               |              | Stati Uniti          | Missile anticarro a cavo                |              | |
| 9K115-2 Metis-M          |              | Russia               | Missile anticarro a cavo                |              | |
| MSS-1.2                  |              | Brasile e Italia     | Missile anticarro laser                 |              | |
| MBT LAW                  |              | Svezia e Regno Unito | Lanciamissili anticarro                 |              | |

### Altri veicoli
- International 7000-MV[166]
- Tata Motors SK1613/SE1615/SE1615TC 4½ ton (50+)[167]
- Mercedes-Benz Actros
- Volvo FMX
- Camion da 2 tonnellate e mezza
- Family of Medium Tactical Vehicles
- Ambulanze
  - varie piattaforme inclusi Humvee, Unimog, Ford Ranger ed altri pickup
- Altre tecniche di varie origini:
  - Ford Ranger
  - Toyota
- BTS-4
- Posaponti:
  - MTU-20
  - MTU-72
- BTM-3
- ScanEagle[168]

### Ulteriori letture
- Kenneth Conboy, Elite Forces of India and Pakistan, - copre anche l'Afghanistan, compresa la creazione dopo il colpo di Stato del 1978 del 26º Reggimento paracadutisti da due precedenti unità di comando.
- Iurij V. Gankovskij, Istoriia Vooruzhennykh Sil Afganistana: 1747–1977, Mosca: Nauka (segnalato anche come Istituto Vostokovedeniya), 1985.
- Antonio Giustozzi, Shadow Ownership and SSR in Afghanistan, Cap. 11 in Tim Donnais (a cura di) Local Ownership and Security Sector Reform, DCAF/Lit Verlag, Zurigo/Berlino, 2008, proprietà locale. Descrive un livello variabile di interesse acquisito/sovversione delle riforme da parte dei signori della guerra tra le varie agenzie di sicurezza; poca proprietà locale al MD/ANA nonostante i diversi tentativi di prendere più controllo locale e sovvertire il processo straniero non dimostrando abbastanza personale, imponendo diversi ufficiali e volendo una forza di leva. L'esercito è finanziariamente insostenibile anche ad una forza di 70.000 soldati e non viene addestrato per il combattimento in piccole unità.
- Antonio Giustozzi, War, politics and society in Afghanistan, 1978–1992
- Antonio Giustozzi, The Army of Afghanistan: A Political History of a Fragile Institution, Londra, C Hurst & Co., 2016; 288 pp.; £35.00; ISBN 9781849044813. Grazie alla sua "semplicità, che combinava la bassa tecnologia e l'organizzazione di base che si trovava tra le risorse umane disponibili", l'esercito talebano dal 1996 al 2001 è stato forse l'esercito nazionale di maggior successo per l'Afghanistan (pag. 121).
- James Hardy, British MP urges changes to Afghan forces, Jane's Defence Weekly, v.48, nr.35, 31 agosto 2011, pag. 15 (ISSN 0265-3818 (WC · ACNP)).
- Tenente colonnello Gavin Keating,  Living in the Twilight Zone: Advising the Afghan National Army at the Corps Level (PDF) (archiviato dall'url originale il 5 agosto 2019)., Australian Army Journal, Vol. VIII, Nr. 3, estate 2011.
- Maloney, Sean M. (2005), Enduring the Freedom: A Rogue Historian in Afghanistan, Washington, D.C.: Potomac Books, ISBN 1-57488-953-2 (l'edizione tascabile del 2007 copre l'ANA Reconstruction Team, 2002-2003, pp. 141–145).
- U.S. Army Area Handbook: Afghanistan, 1969, corretto nel 1973
- US seeks to halve ANSF funds by 2014, Jane's Defence Weekly, 5 ottobre 2011. Segnalazione dei commenti del ten. gen. Caldwell, comandante della NATO Training Mission-Afghanistan (NTM-A), 26 settembre 2011.
- U.S. Acquisition Decisions Undermine Afghan Air Force, su Daniel Goure, Ph.D., 28 gennaio 2013. URL consultato il 18 marzo 2013 (archiviato dall'url originale il 15 aprile 2013).